# Chaetodon
Chaetodon – rodzaj morskich ryb z rodziny chetonikowatych. Niektóre gatunki spotykane w hodowlach akwariowych.

## Zasięg występowania
Ciepłe wody oceaniczne.

## Klasyfikacja
Gatunki zaliczane do tego rodzaju:
| - Chaetodon adiergastos - Chaetodon andamanensis - Chaetodon argentatus - Chaetodon assarius - Chaetodon aureofasciatus - Chaetodon auriga – ustnik pawik - Chaetodon auripes - Chaetodon austriacus - Chaetodon baronessa - Chaetodon bennetti - Chaetodon blackburnii - Chaetodon burgessi - Chaetodon capistratus - Chaetodon citrinellus - Chaetodon collare - Chaetodon daedalma - Chaetodon declivis - Chaetodon decussatus - Chaetodon dialeucos - Chaetodon dolosus - Chaetodon ephippium - Chaetodon falcula - Chaetodon fasciatus - Chaetodon flavirostris - Chaetodon flavocoronatus - Chaetodon fremblii - Chaetodon gardineri - Chaetodon guentheri - Chaetodon guttatissimus - Chaetodon hoefleri | - Chaetodon humeralis - Chaetodon interruptus - Chaetodon kleinii - Chaetodon larvatus - Chaetodon leucopleura - Chaetodon lineolatus – ustnik smużkowy - Chaetodon litus - Chaetodon lunula – ustnik lunula - Chaetodon lunulatus - Chaetodon madagaskariensis - Chaetodon marleyi - Chaetodon melannotus – ustnik ciemnopręgi - Chaetodon melapterus - Chaetodon mertensii - Chaetodon mesoleucos - Chaetodon meyeri - Chaetodon miliaris - Chaetodon mitratus - Chaetodon modesta - Chaetodon multicinctus - Chaetodon nigropunctatus - Chaetodon nippon - Chaetodon ocellatus - Chaetodon ocellicaudus - Chaetodon octofasciatus - Chaetodon oligacanthus - Chaetodon ornatissimus - Chaetodon oxycephalus - Chaetodon paucifasciatus - Chaetodon pelewensis | - Chaetodon pictus - Chaetodon plebeius - Chaetodon punctatofasciatus - Chaetodon quadrimaculatus - Chaetodon rafflesii - Chaetodon rainfordi - Chaetodon reticulatus - Chaetodon robustus - Chaetodon sanctaehelenae - Chaetodon sedentarius - Chaetodon selene - Chaetodon semeion - Chaetodon semilarvatus - Chaetodon smithi - Chaetodon speculum - Chaetodon striatus - Chaetodon tinkeri - Chaetodon triangulum - Chaetodon trichrous - Chaetodon tricinctus - Chaetodon trifascialis - Chaetodon trifasciatus - Chaetodon ulietensis - Chaetodon unimaculatus – ustnik wielkoplamek - Chaetodon vagabundus – ustnik wagabunda - Chaetodon wiebeli - Chaetodon xanthocephalus - Chaetodon xanthurus - Chaetodon zanzibarensis |

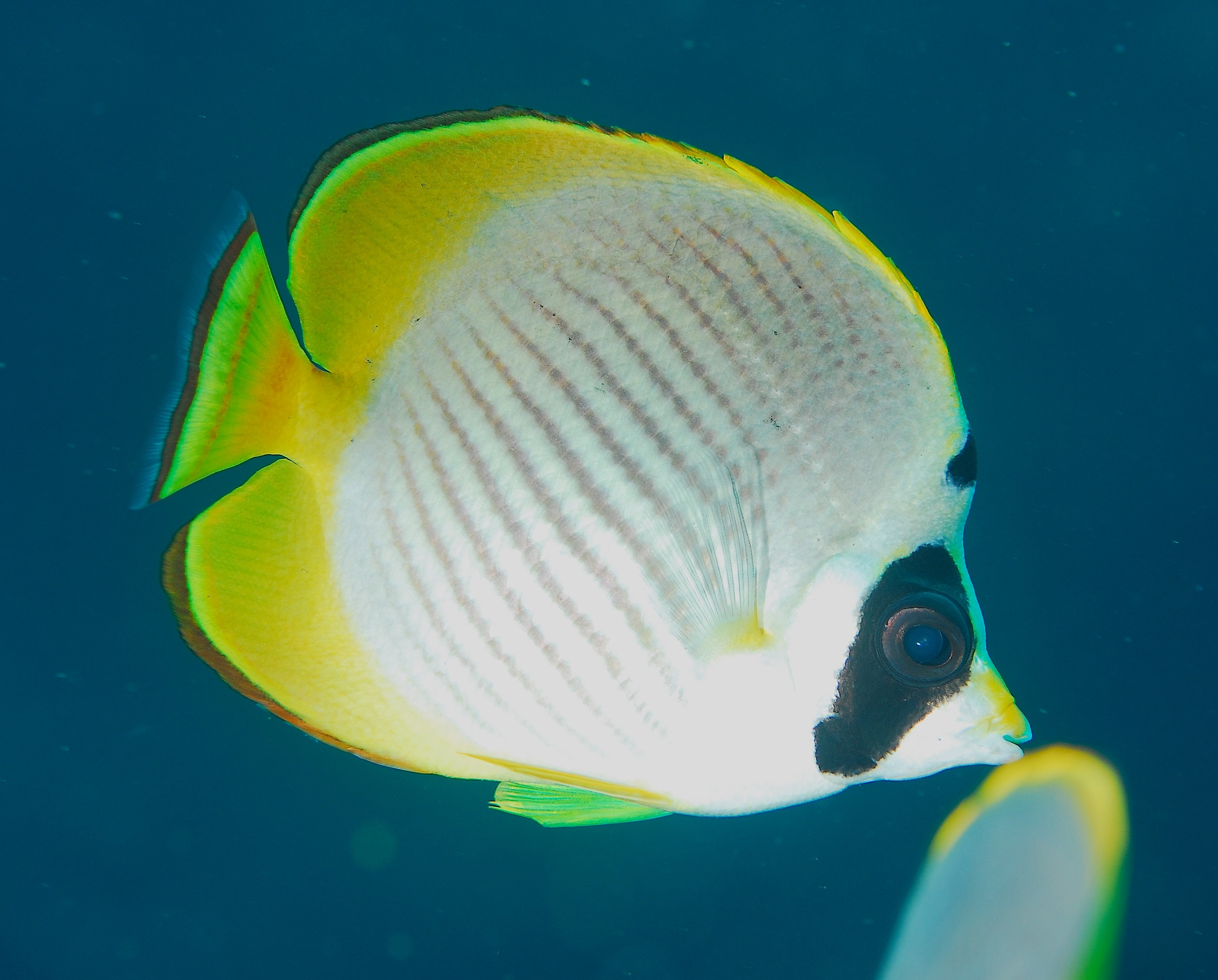
Chaetodon adiergastos
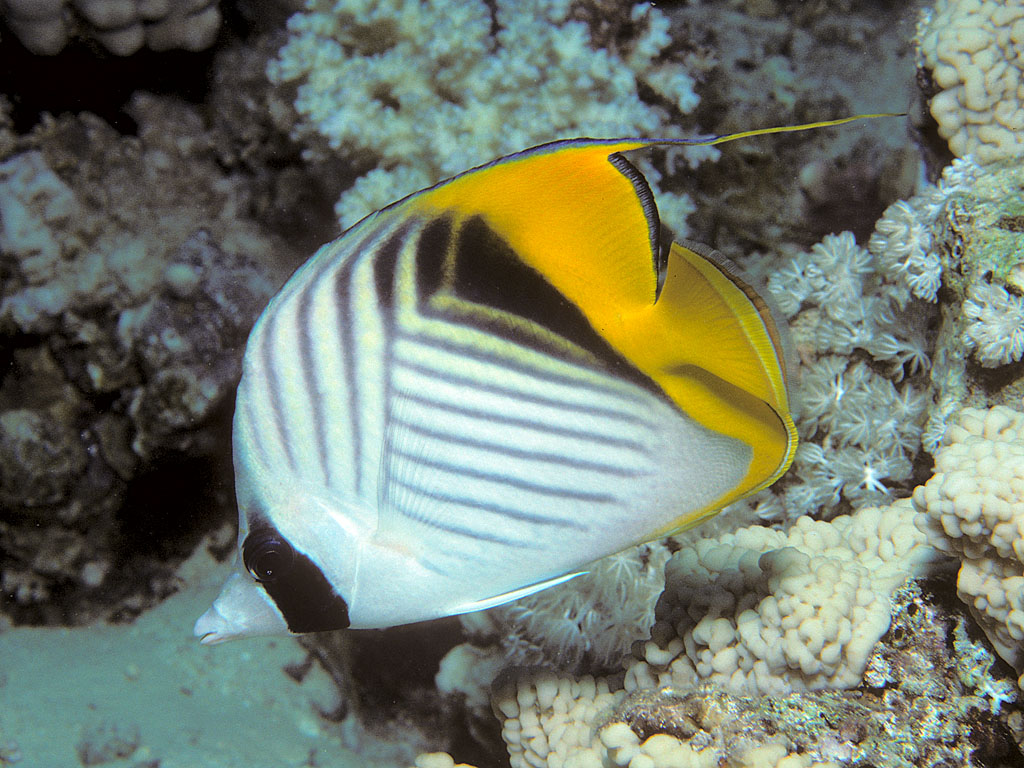
Chaetodon auriga
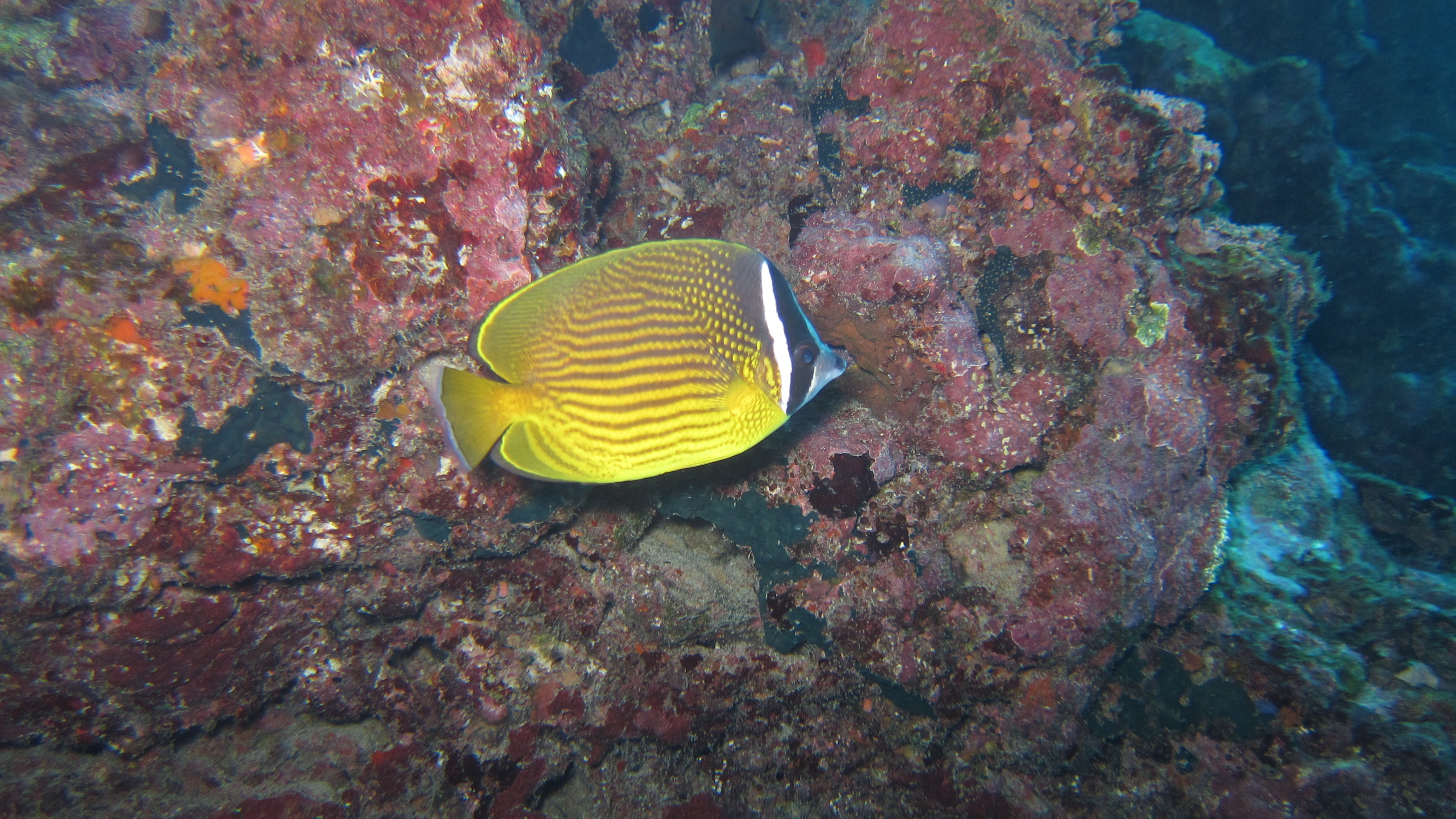
Chaetodon auripes
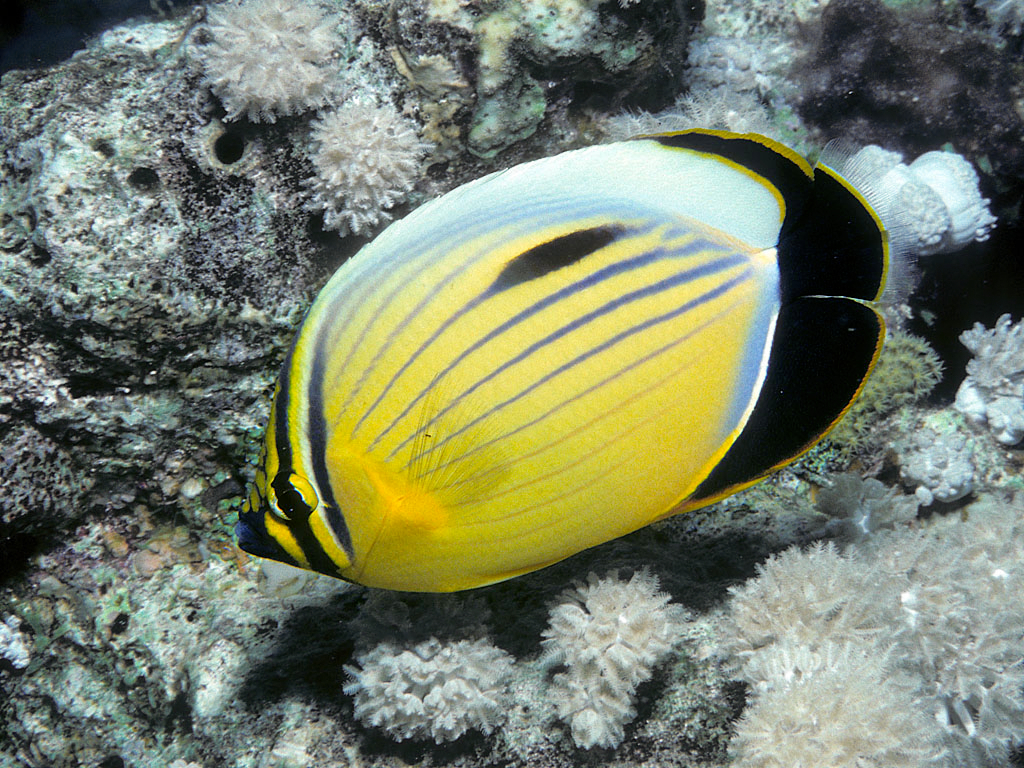
Chaetodon austriacus
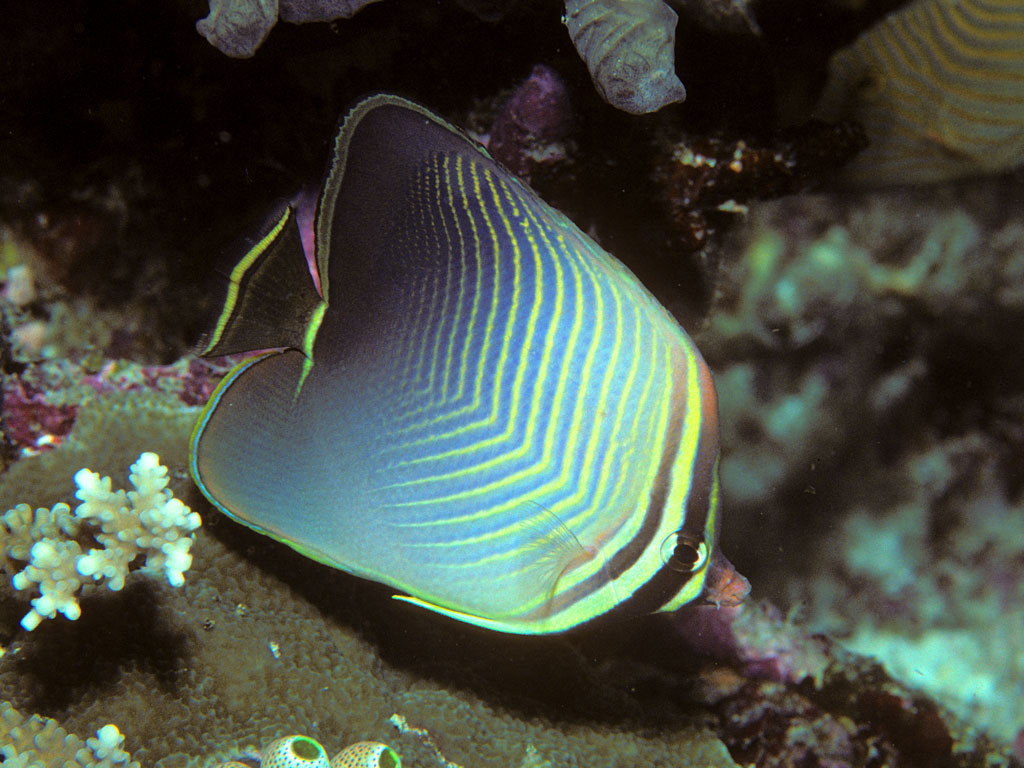
Chaetodon baronessa
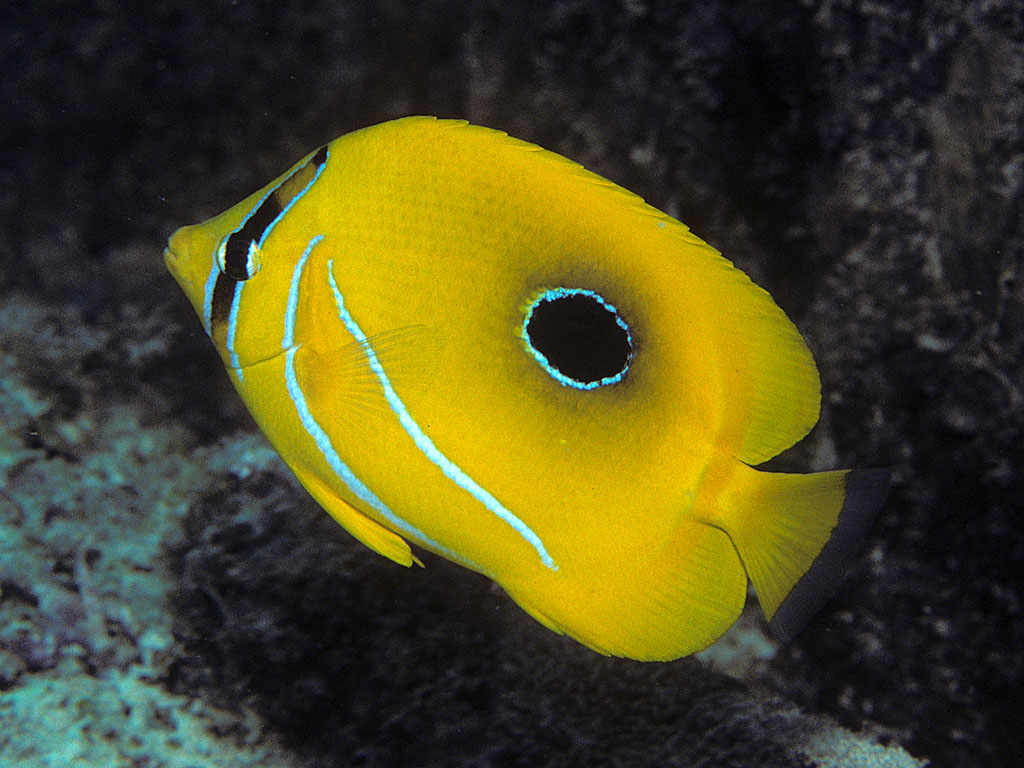
Chaetodon bennetti
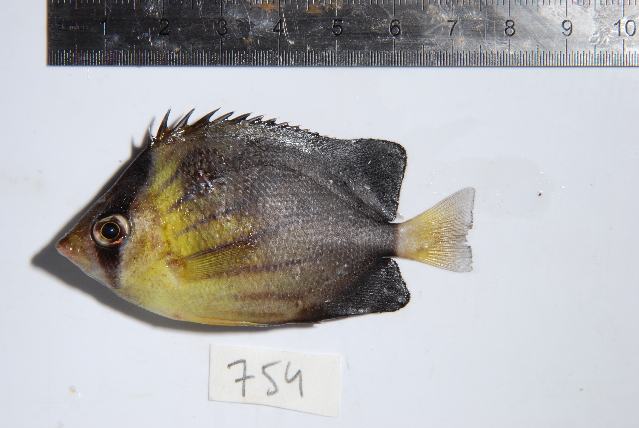
Chaetodon blackburnii
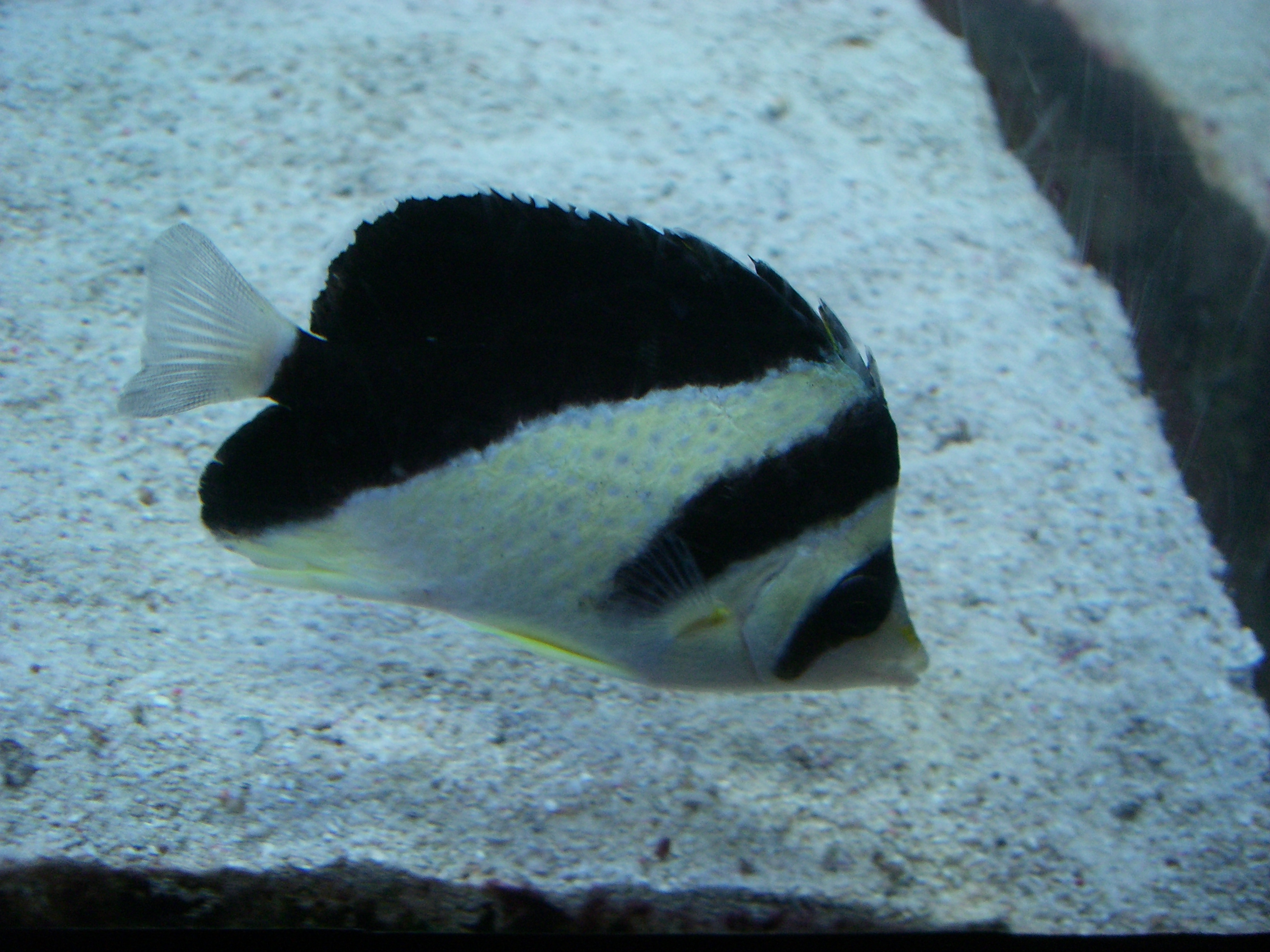
Chaetodon burgessi
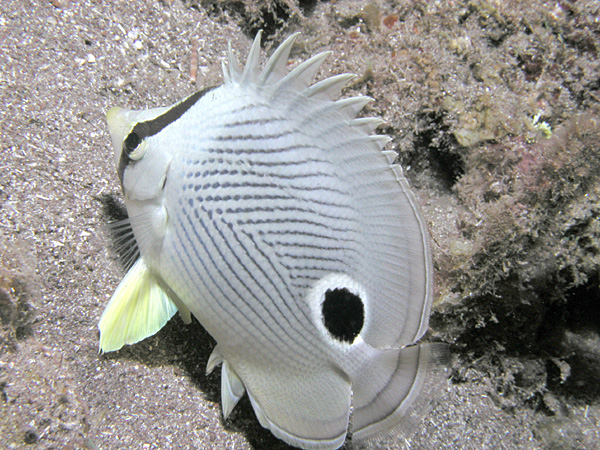
Chaetodon capistratus
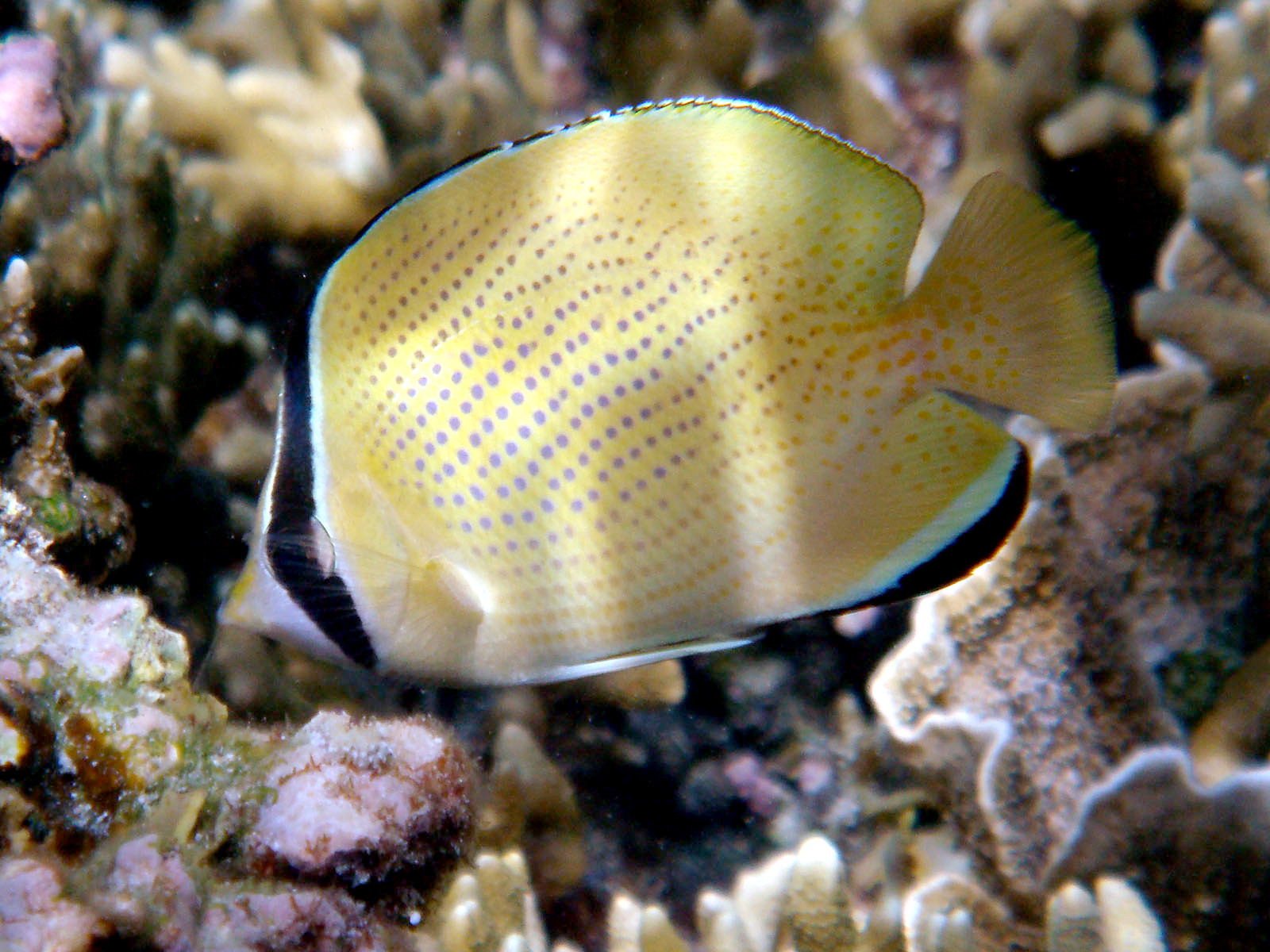
Chaetodon citrinellus
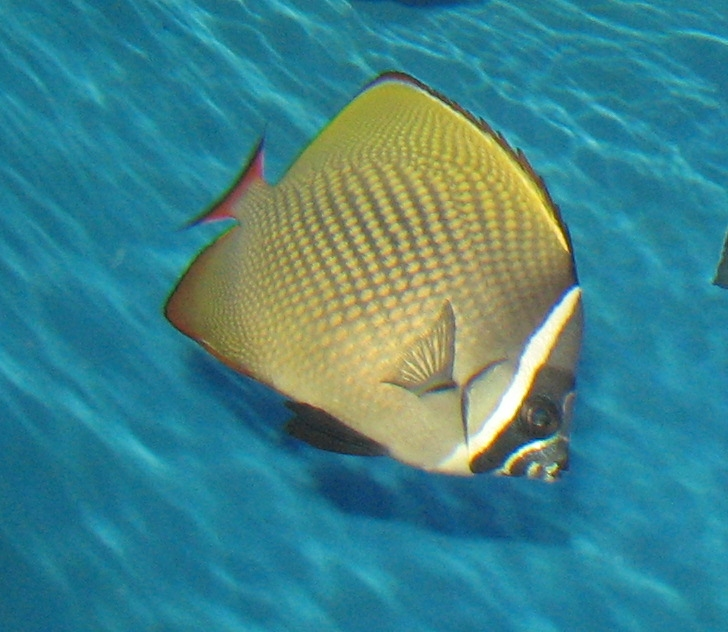
Chaetodon collare
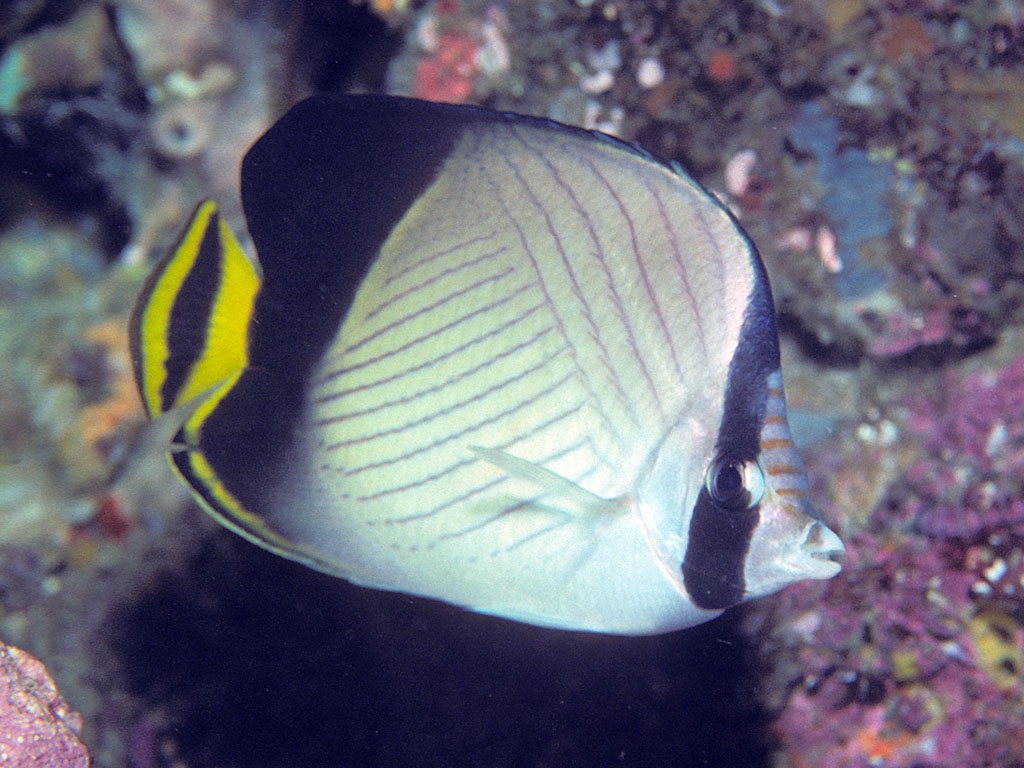
Chaetodon decussatus
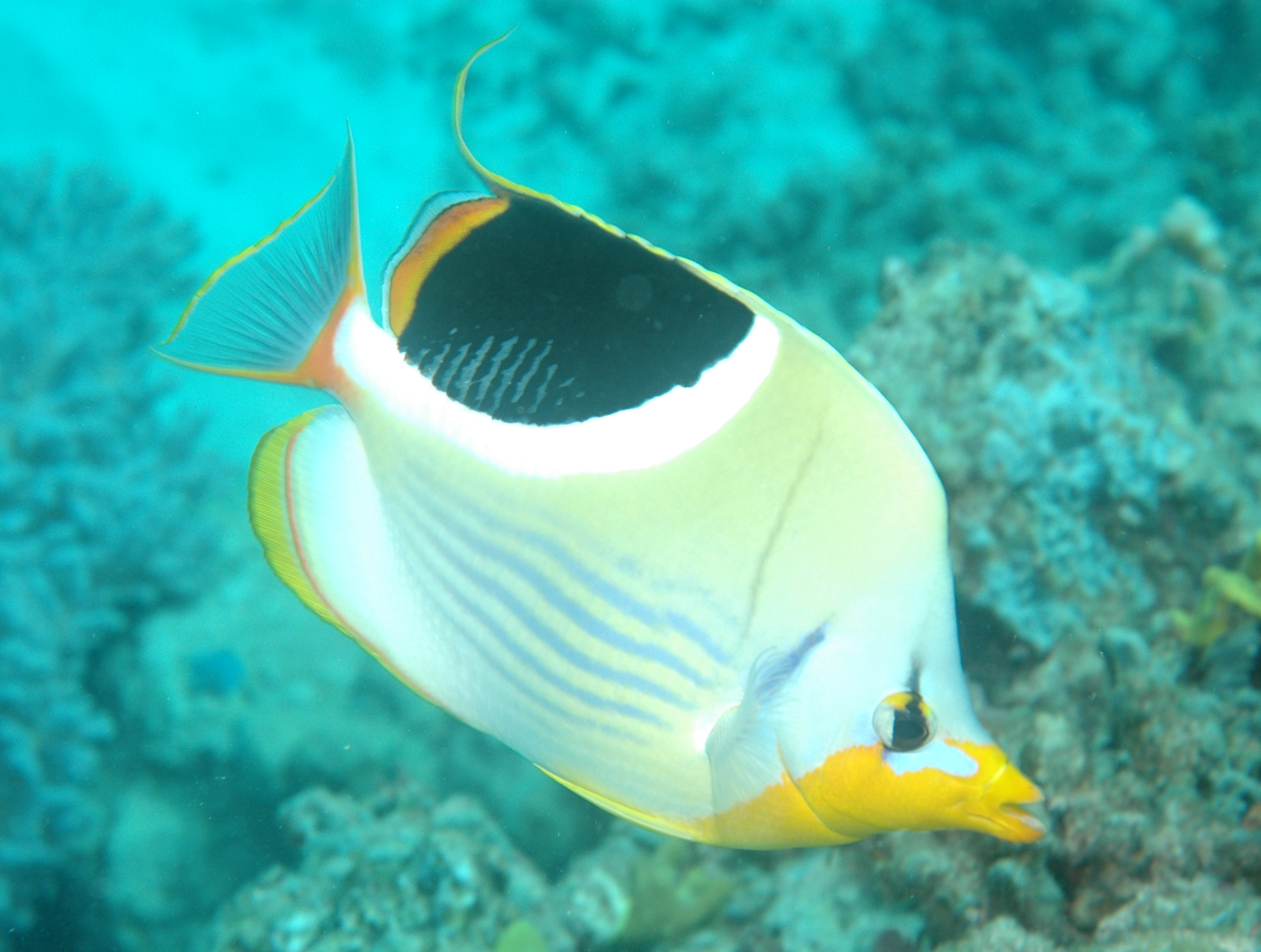
Chaetodon ephippium
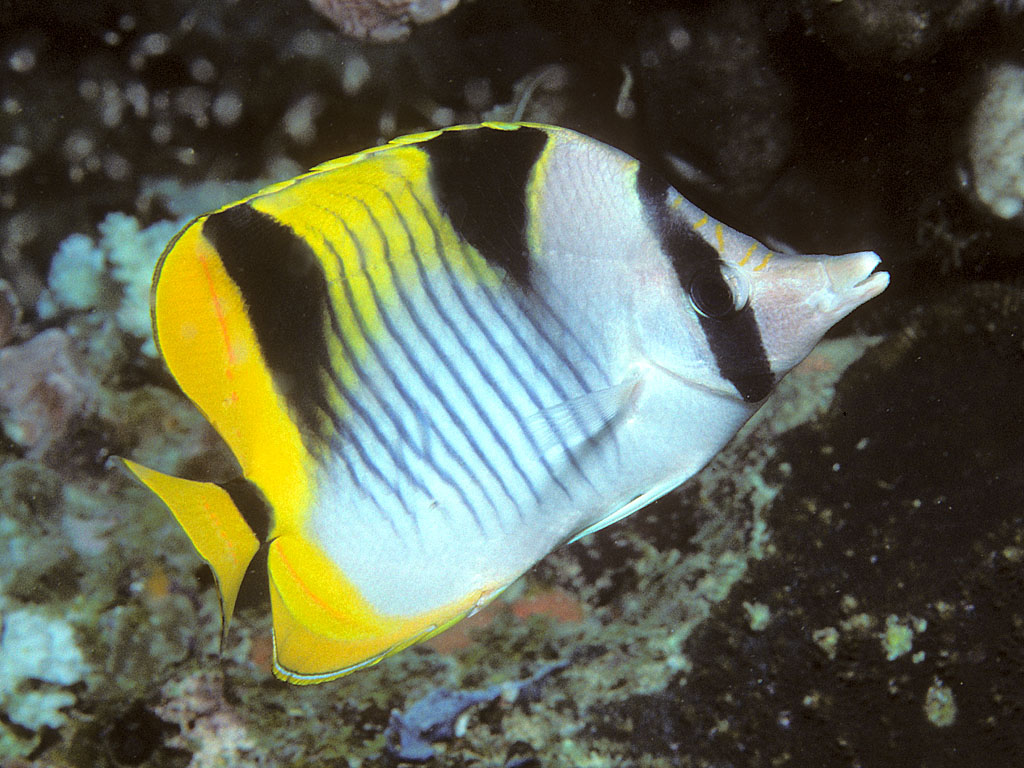
Chaetodon falcula
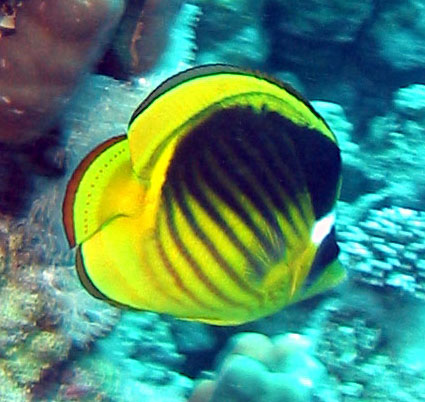
Chaetodon fasciatus
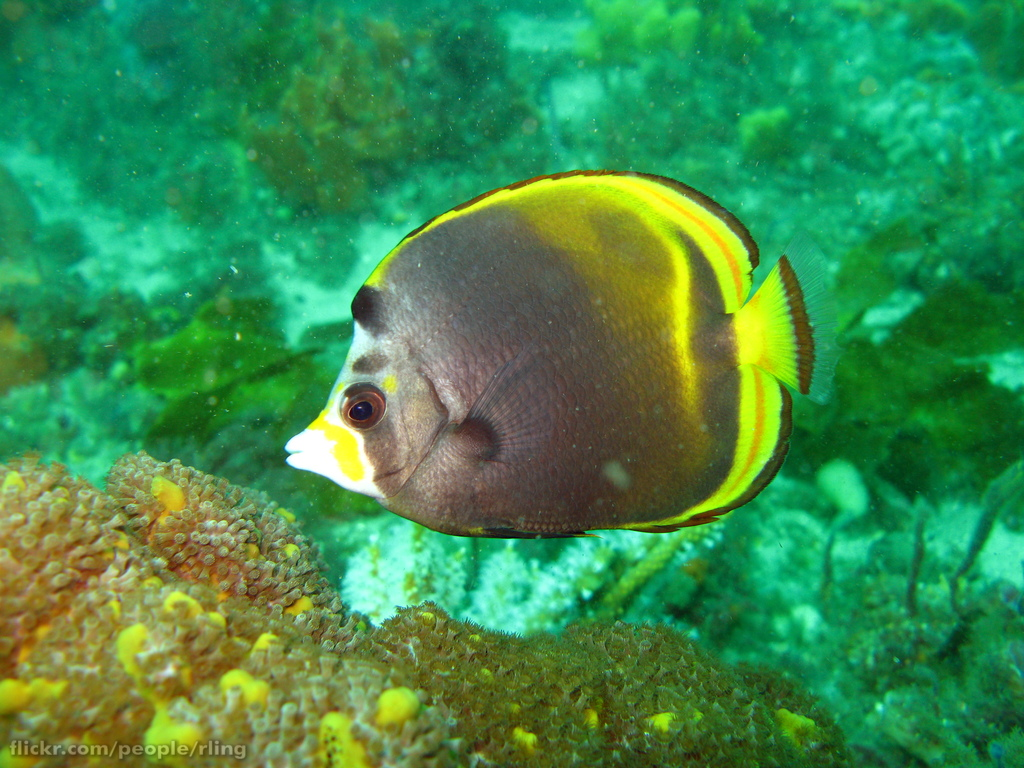
Chaetodon flavirostris
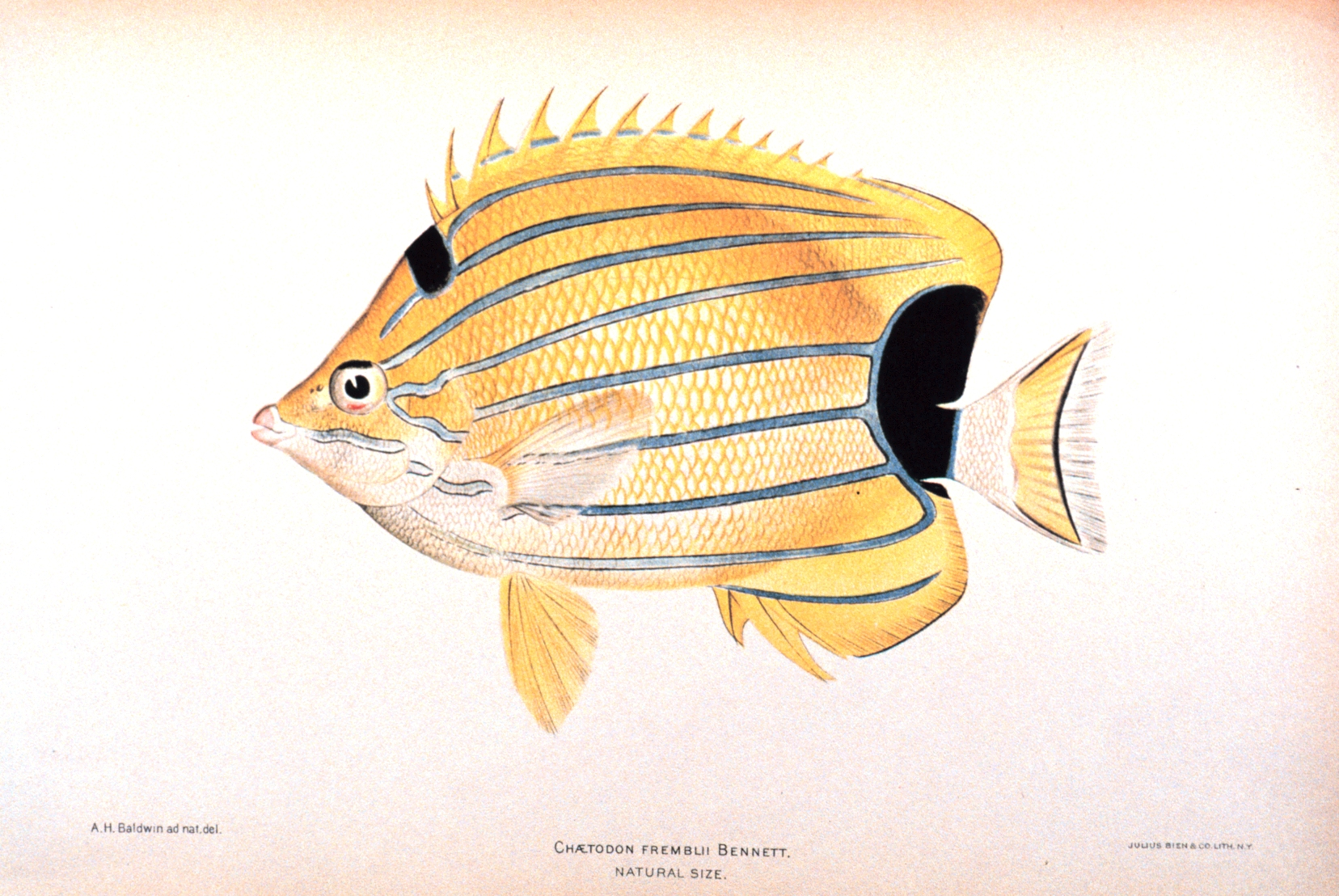
Chaetodon fremblii
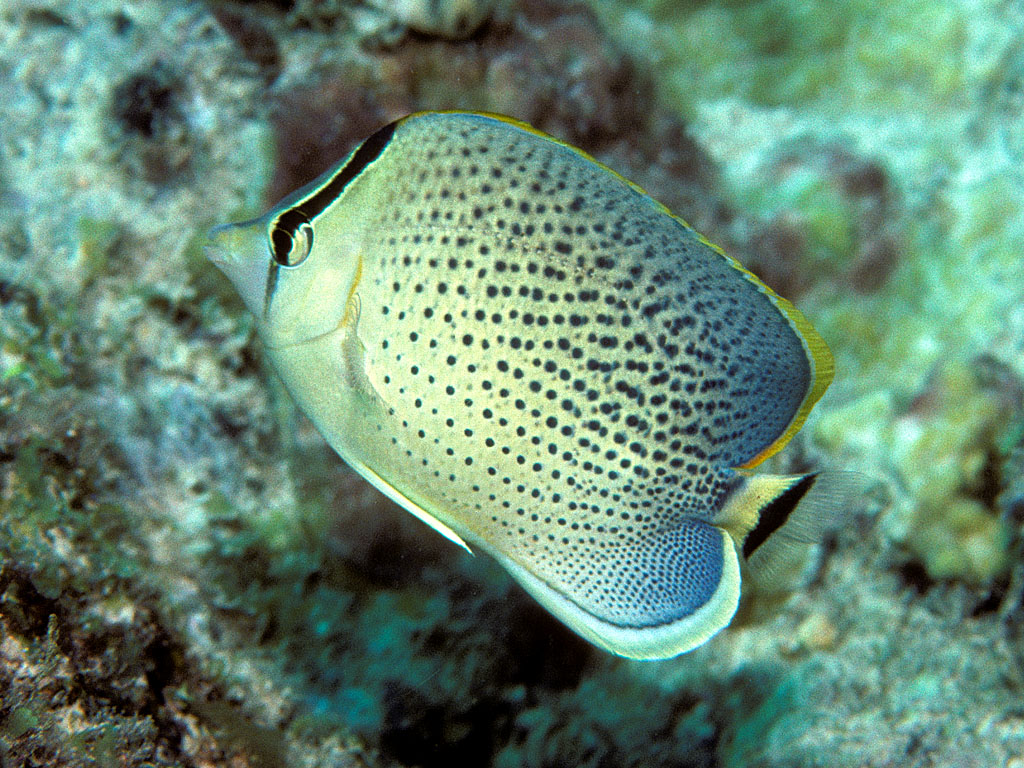
Chaetodon guttatissimus
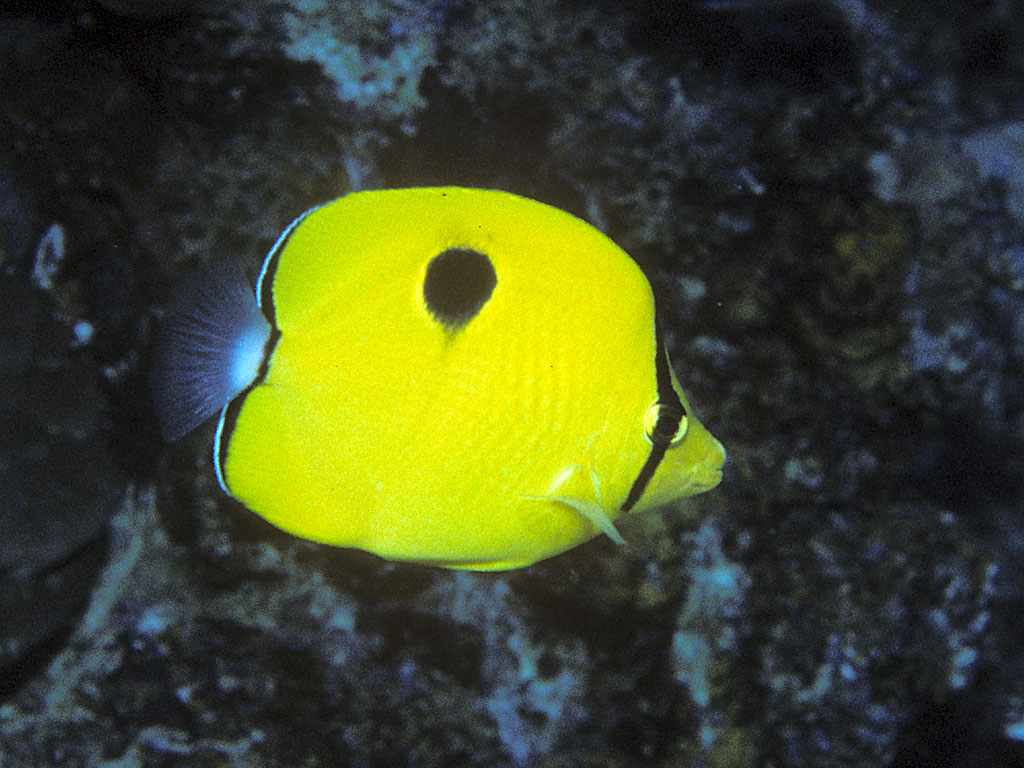
Chaetodon interruptus
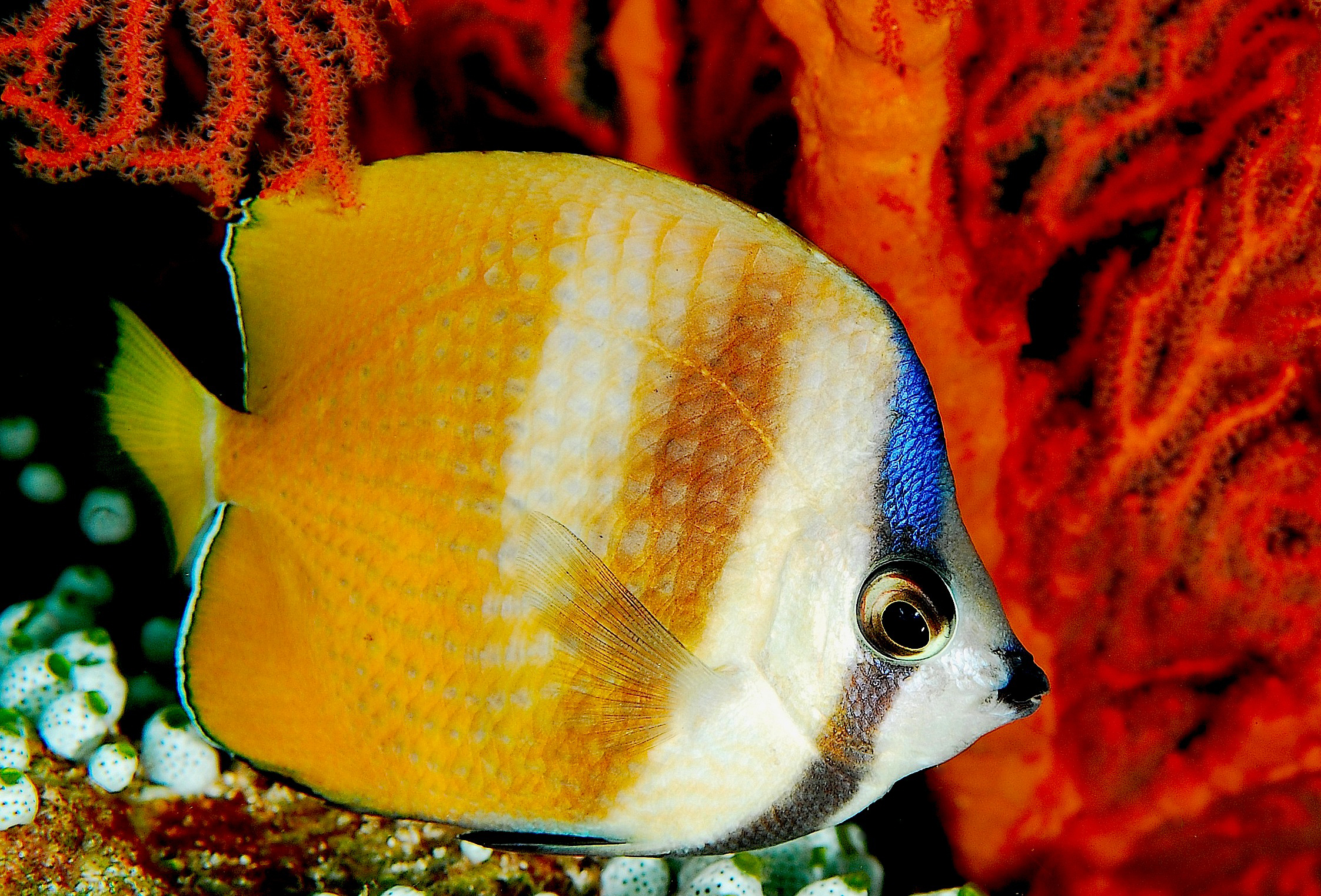
Chaetodon kleinii
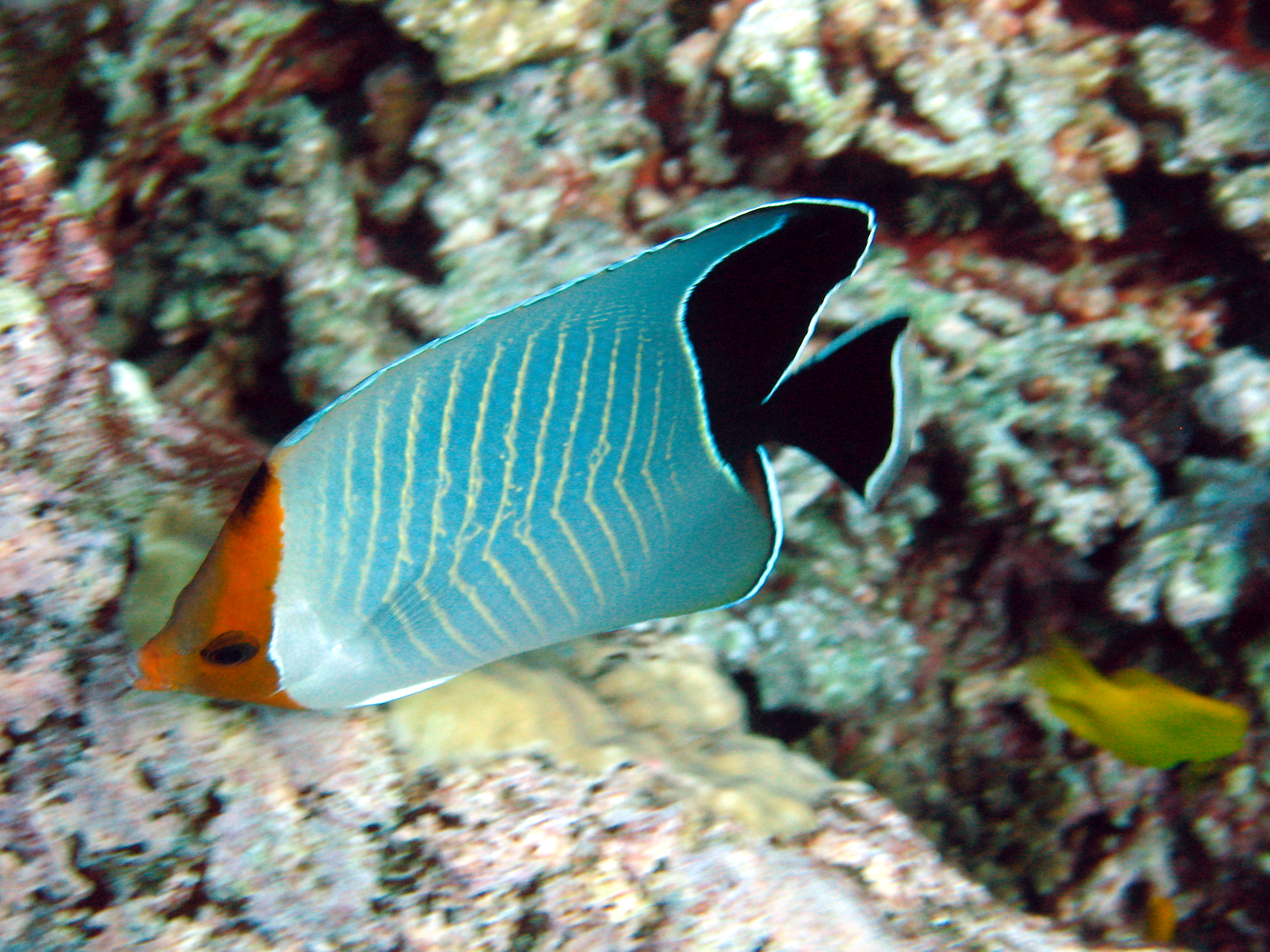
Chaetodon larvatus
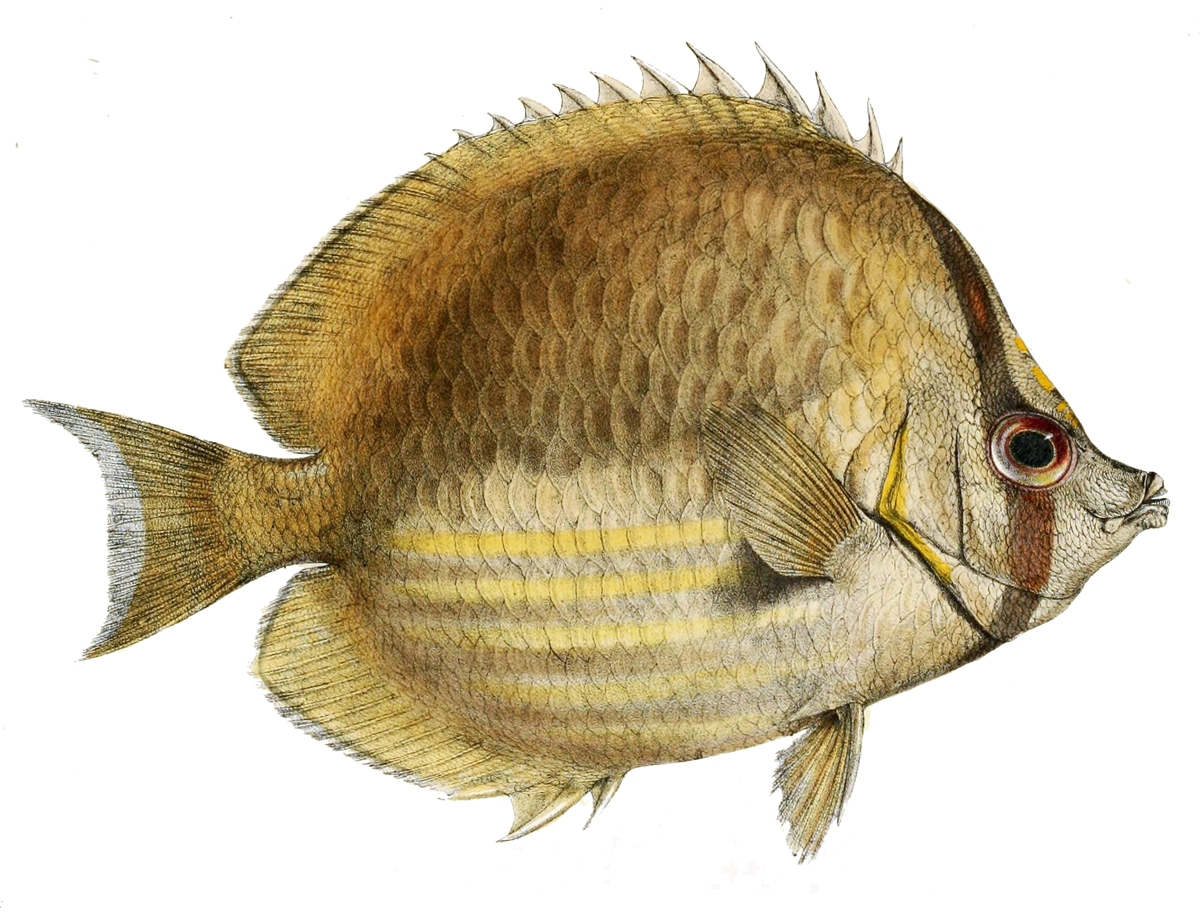
Chaetodon leucopleura
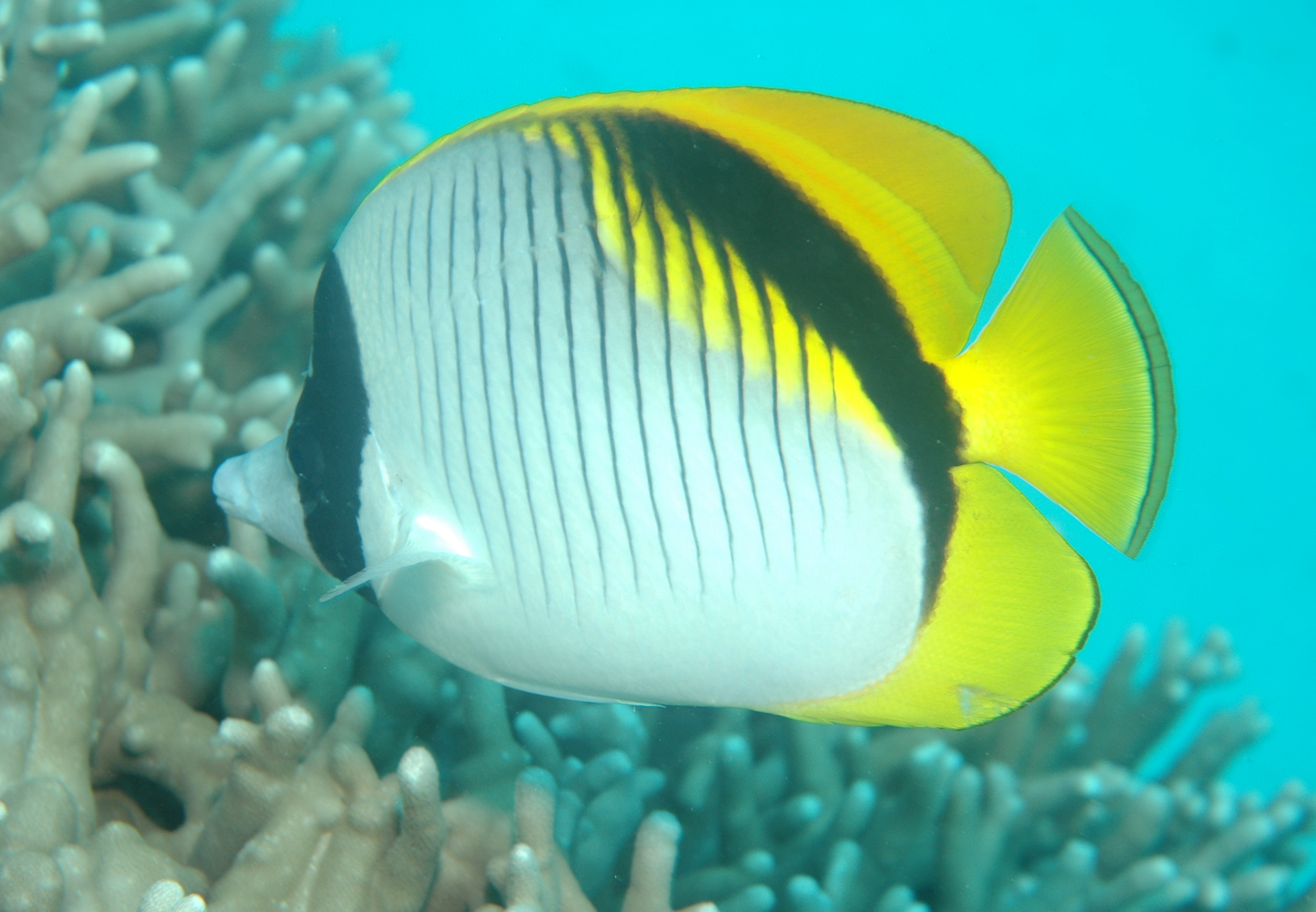
Chaetodon lineolatus
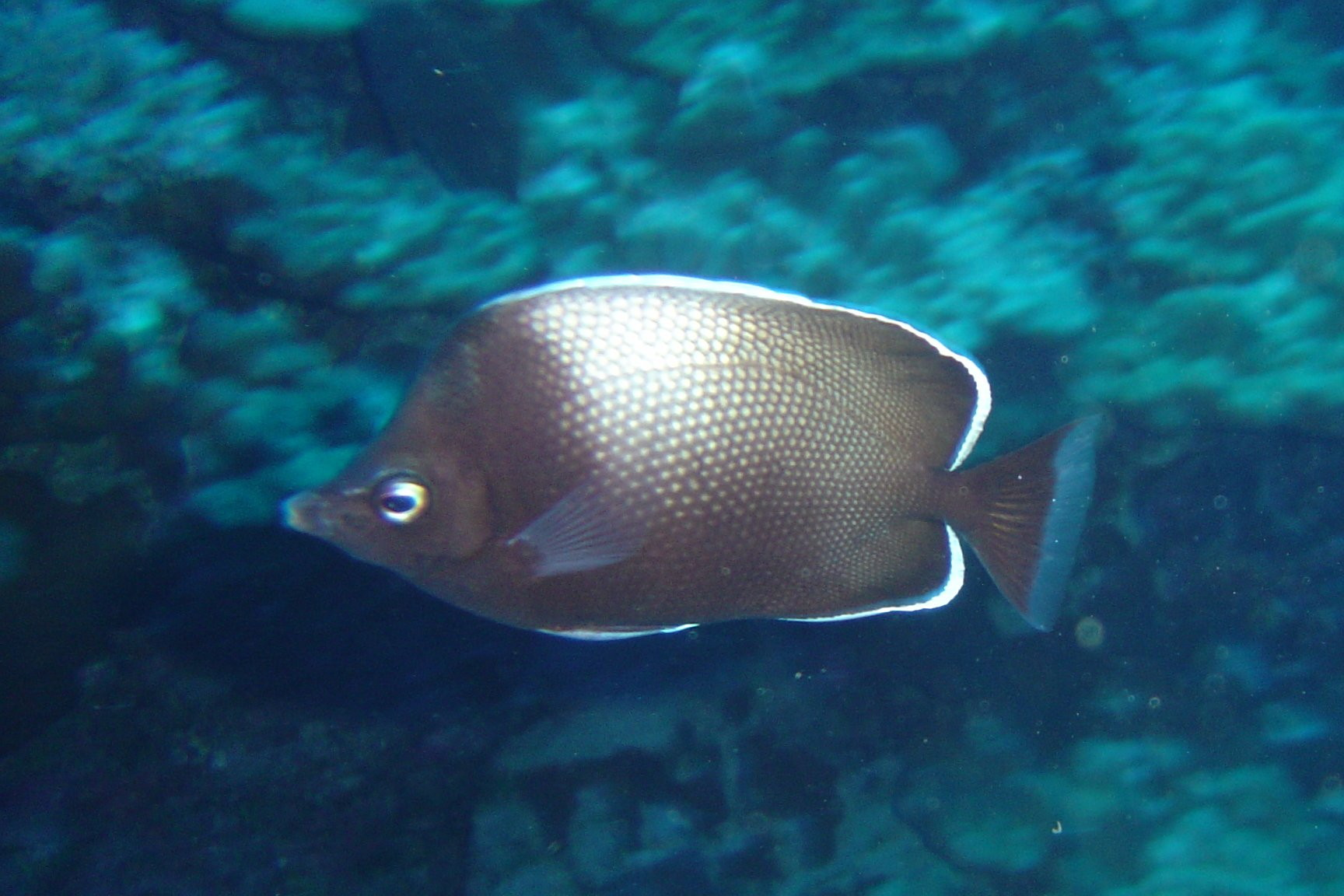
Chaetodon litus
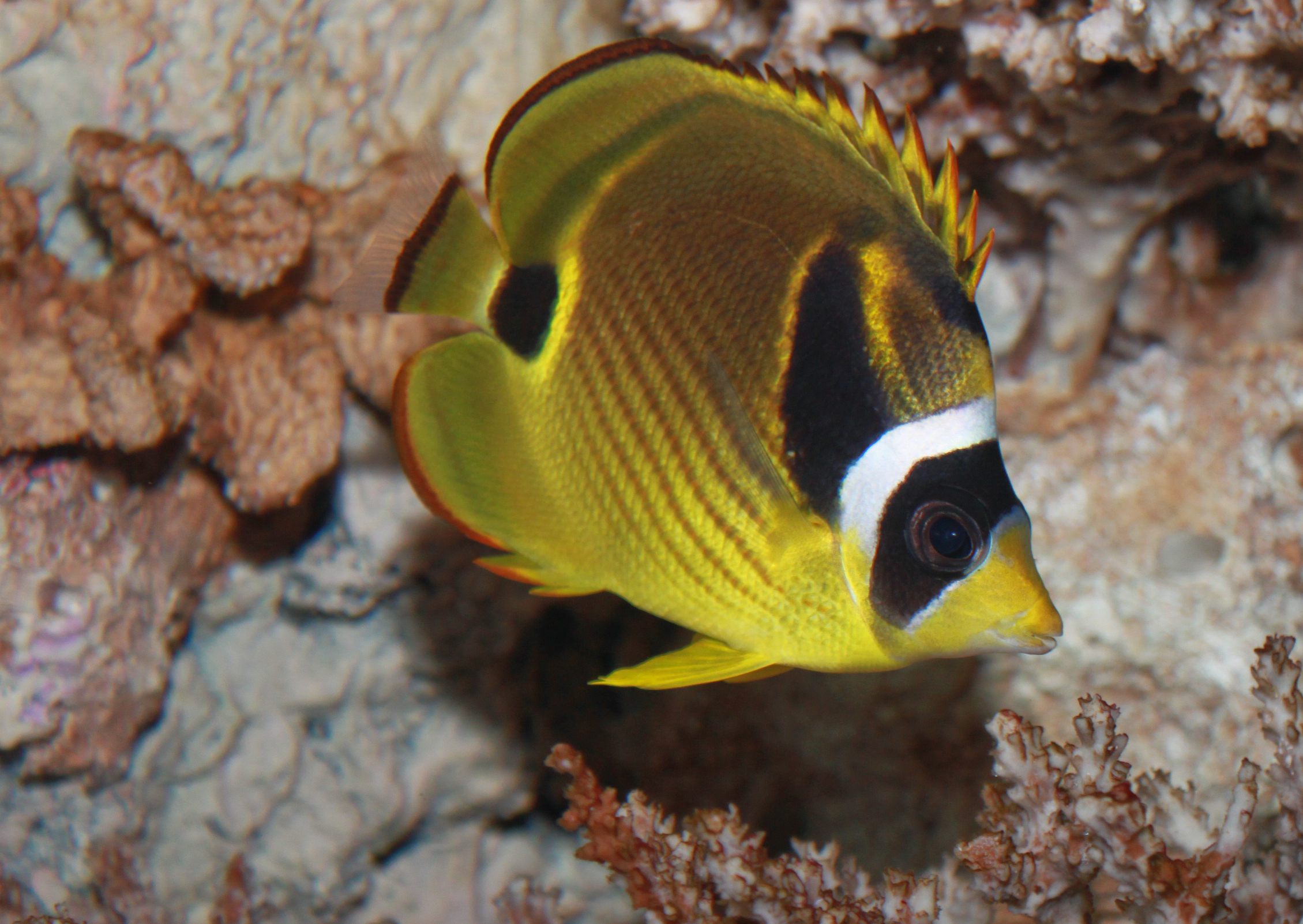
Chaetodon lunula
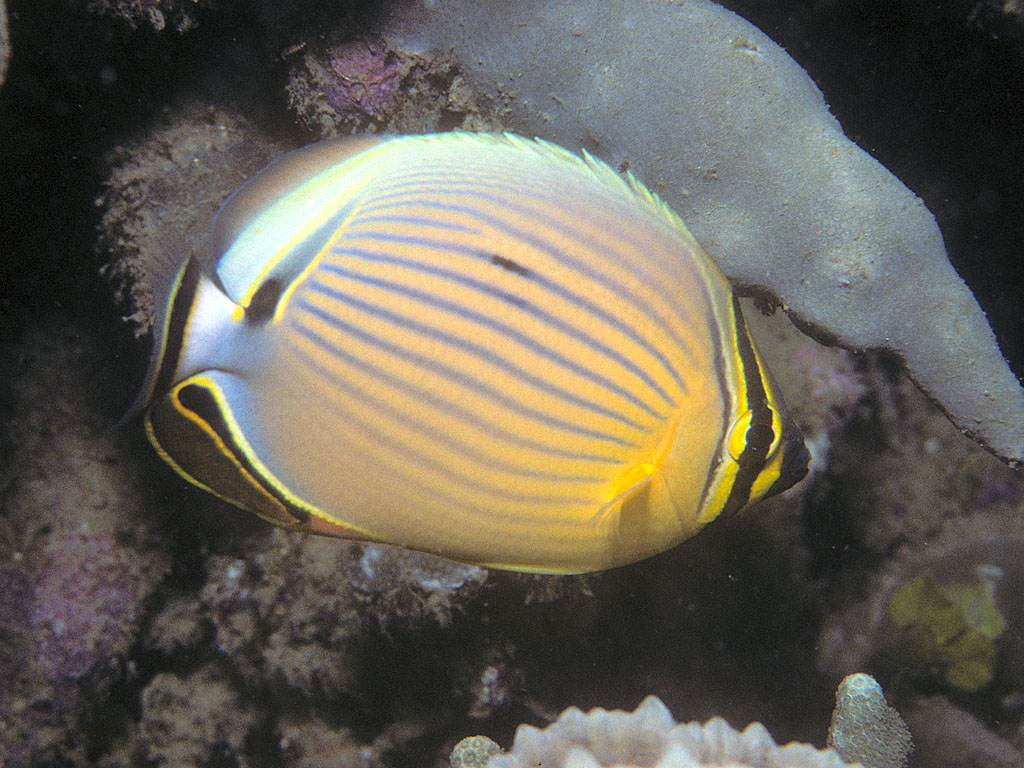
Chaetodon lunulatus
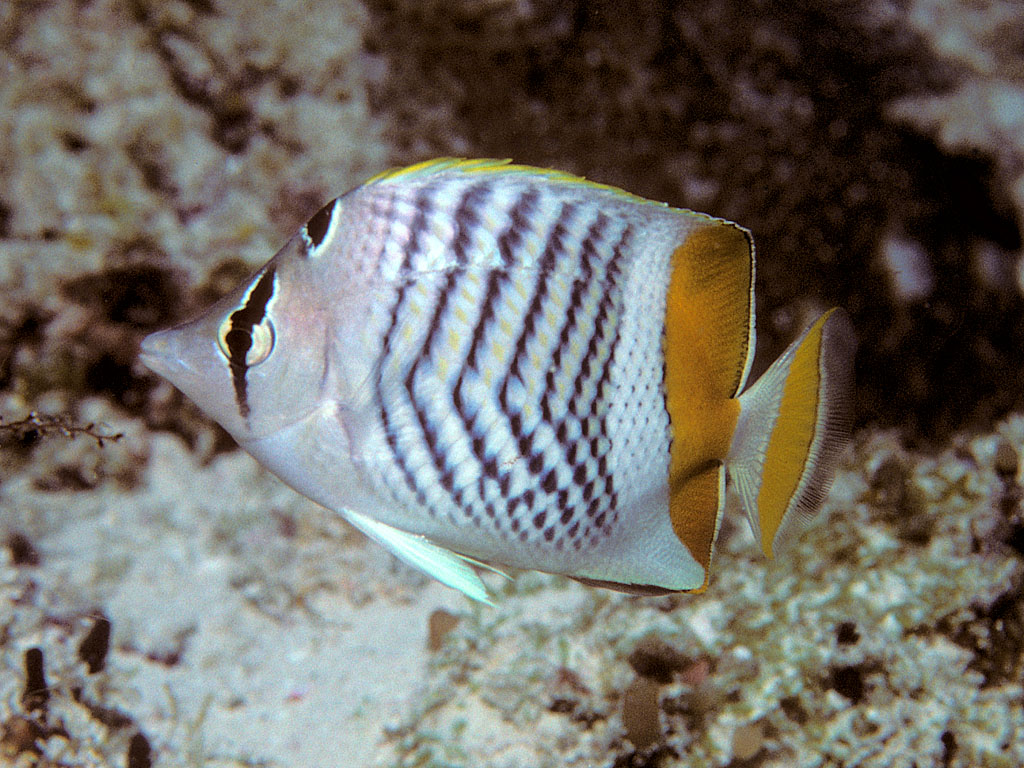
Chaetodon madagaskariensis
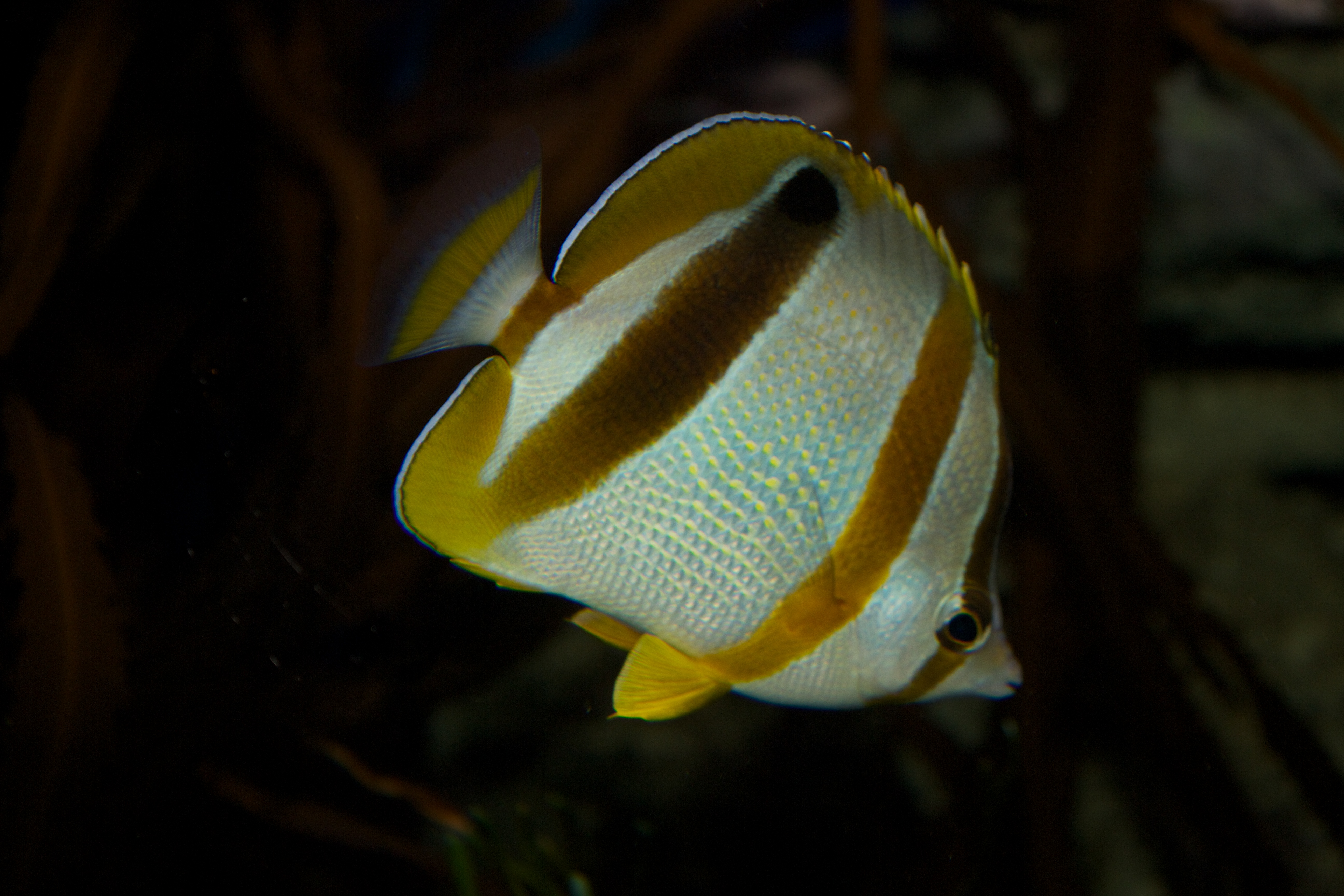
Chaetodon marleyi
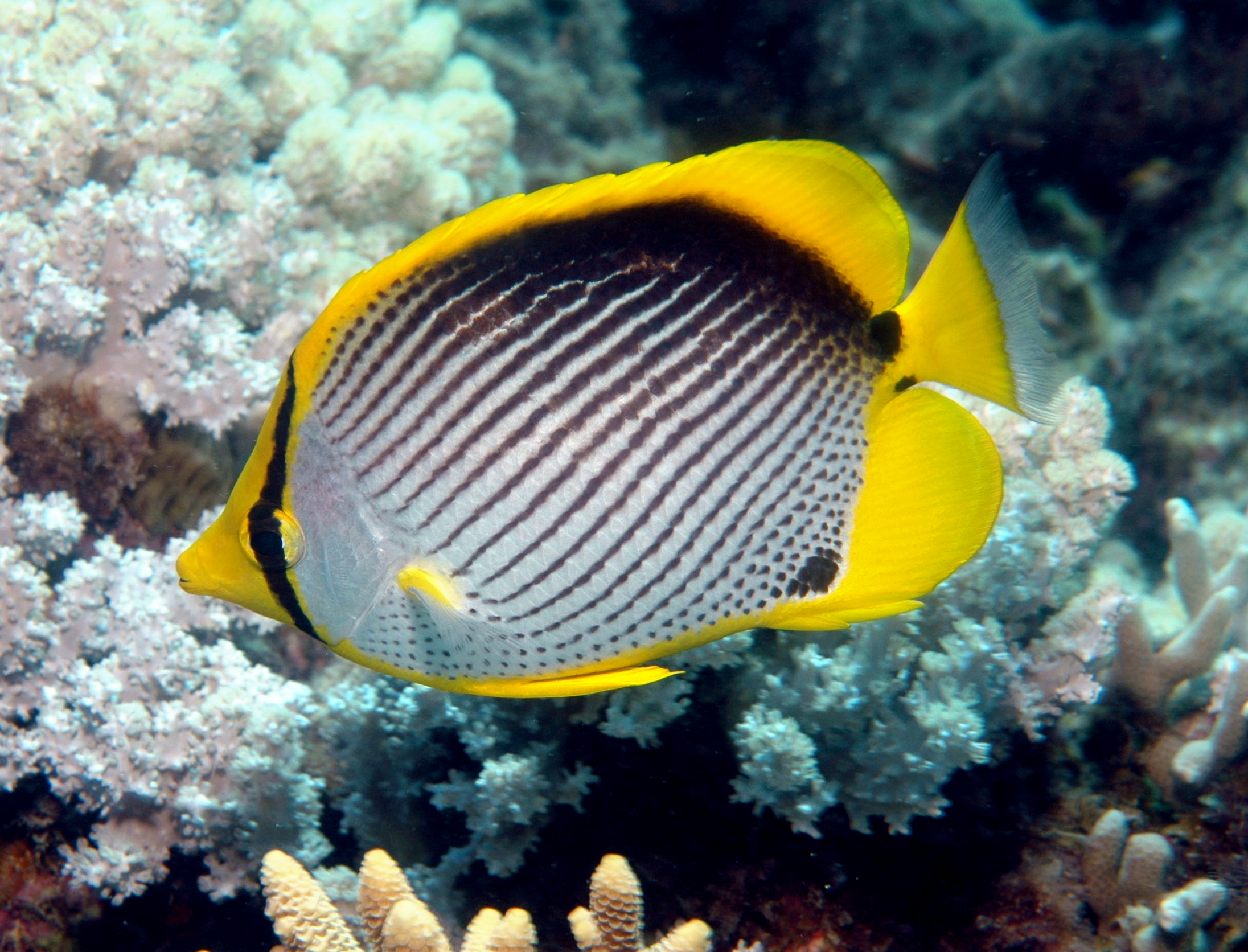
Chaetodon melannotus
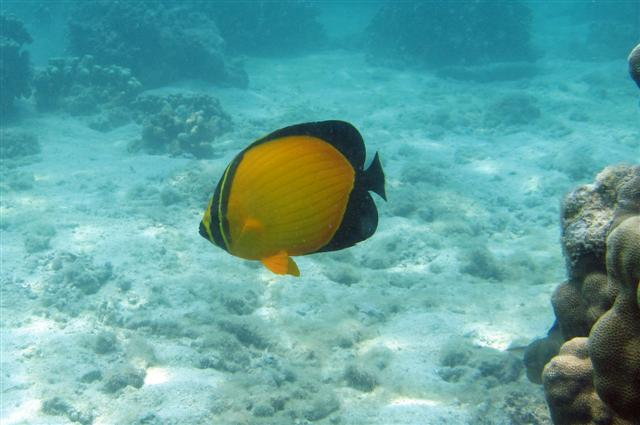
Chaetodon melapterus
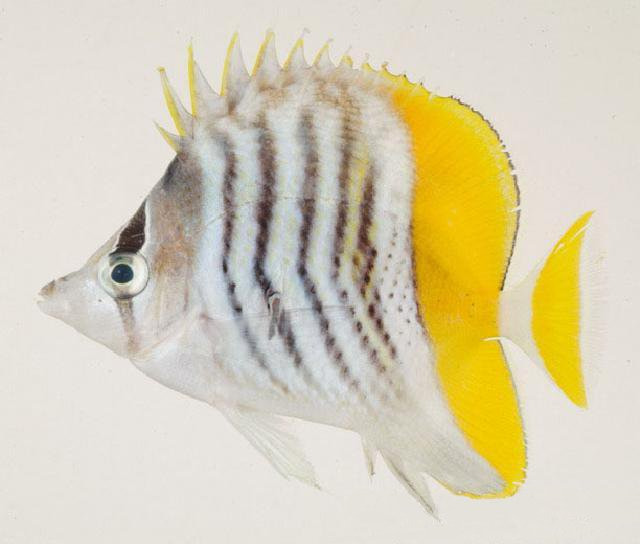
Chaetodon mertensii
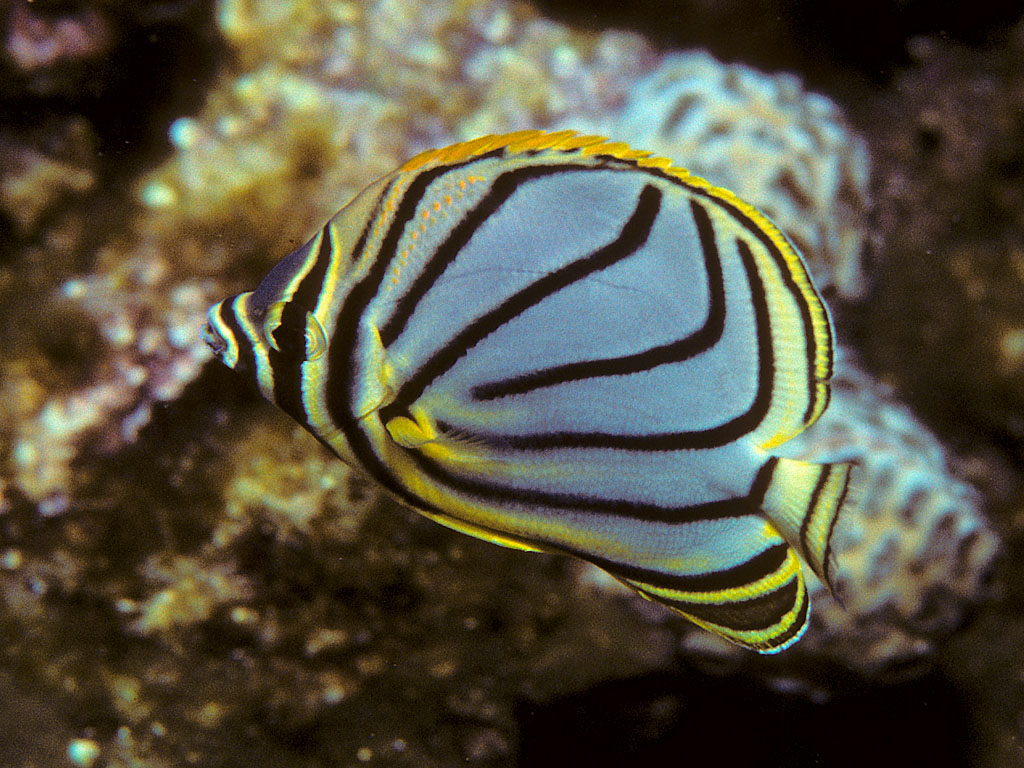
Chaetodon meyeri
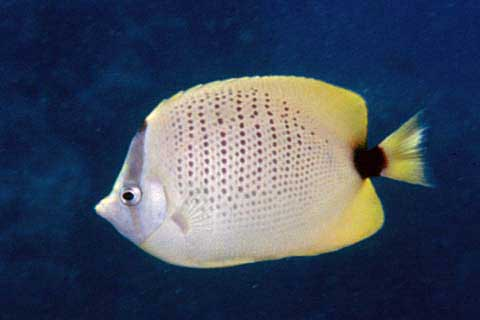
Chaetodon miliaris
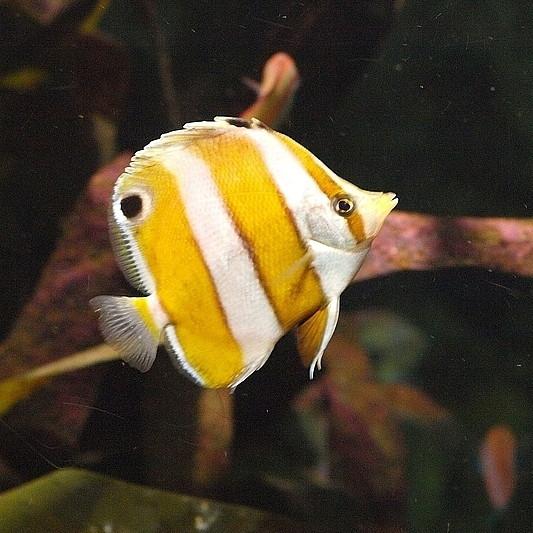
Chaetodon modesta
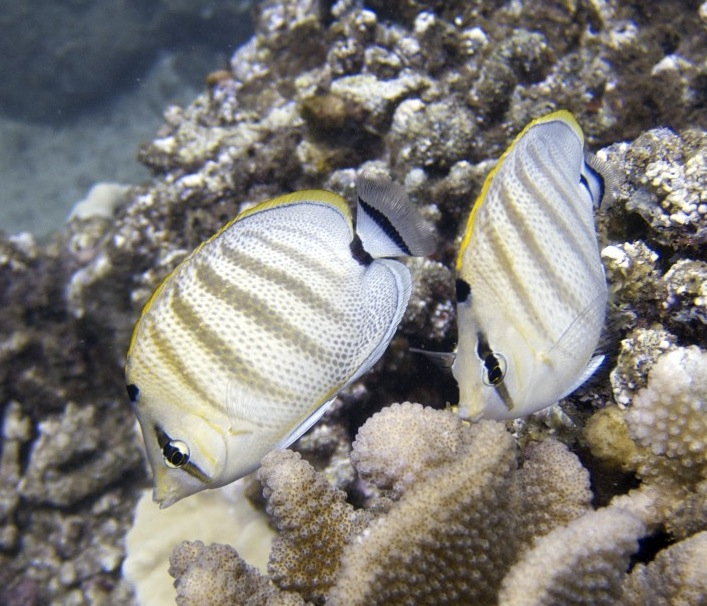
Chaetodon multicinctus
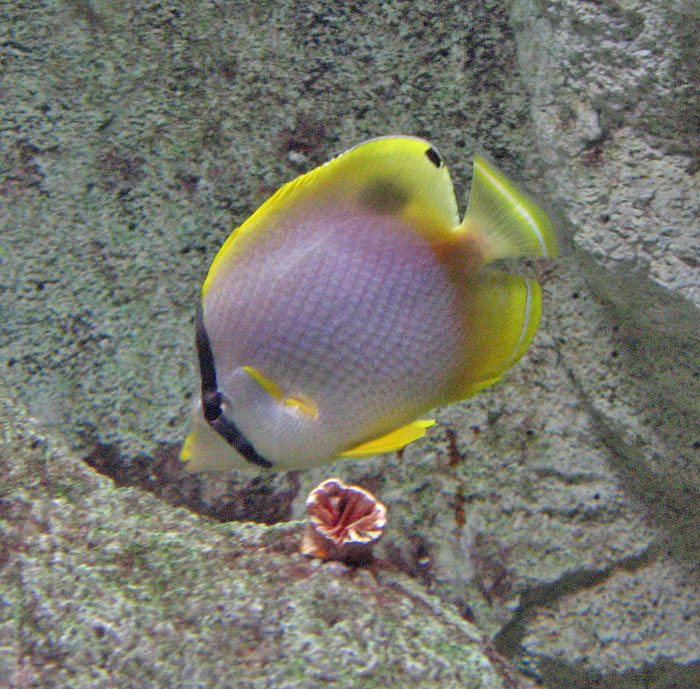
Chaetodon ocellatus
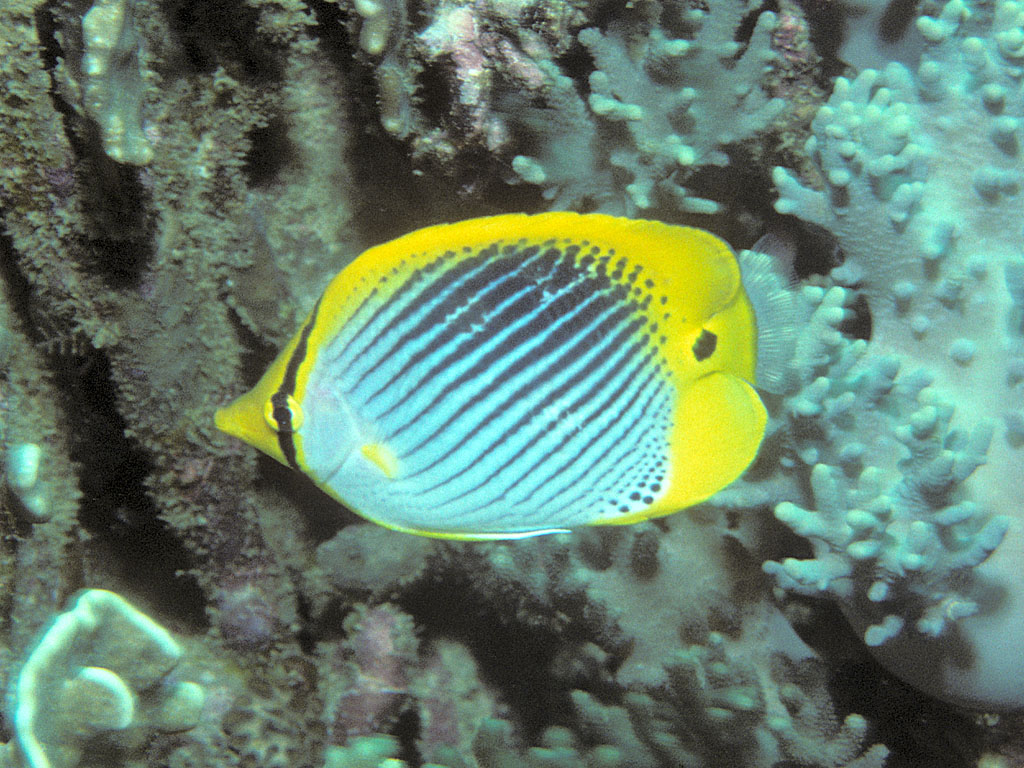
Chaetodon ocellicaudus
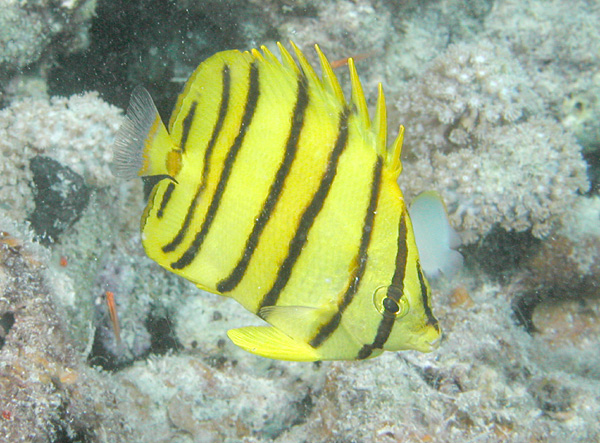
Chaetodon octofasciatus
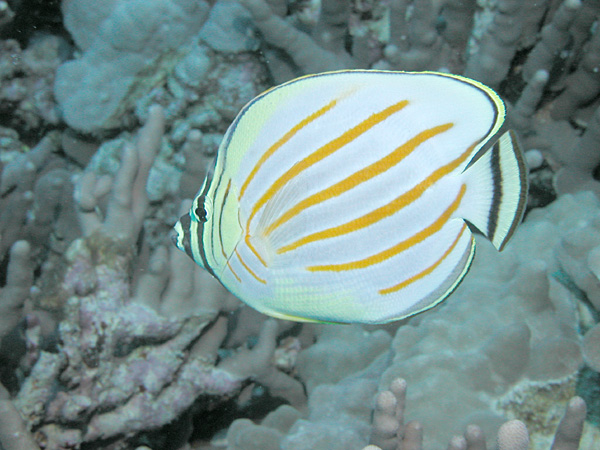
Chaetodon ornatissimus
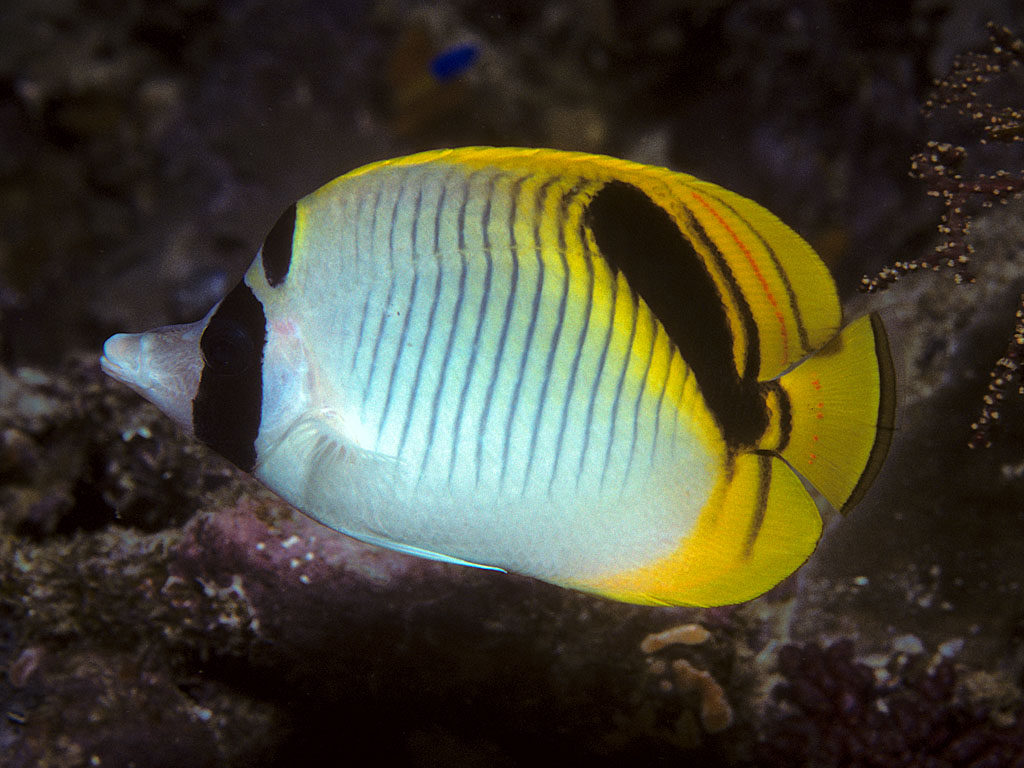
Chaetodon oxycephalus
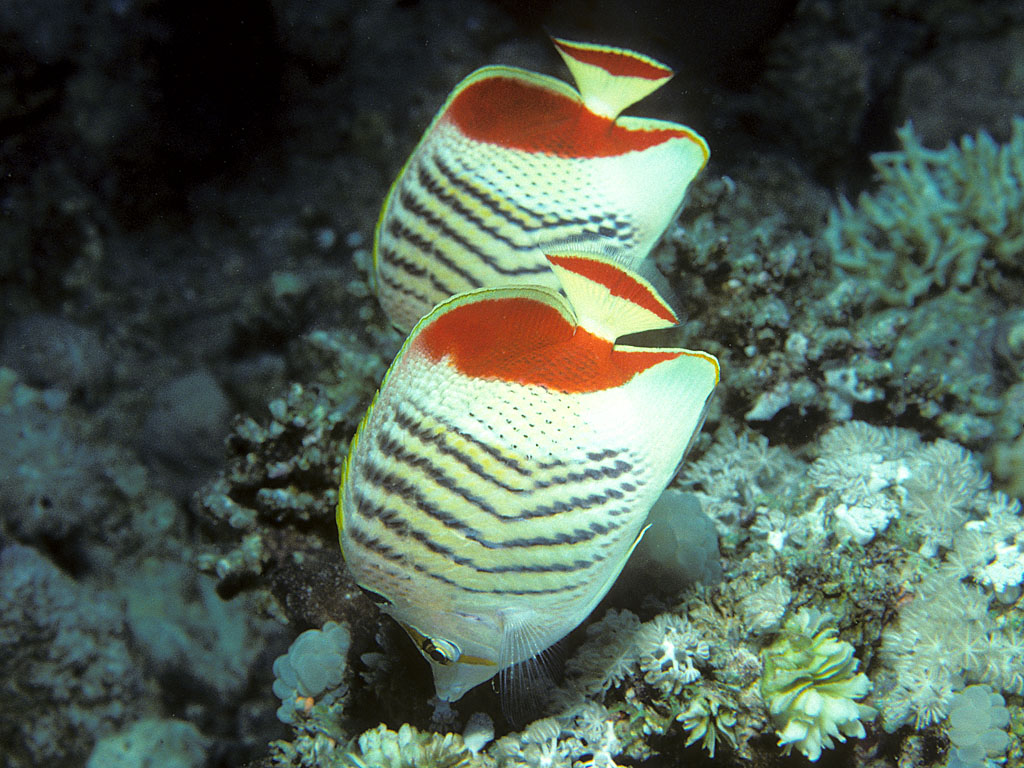
Chaetodon paucifasciatus
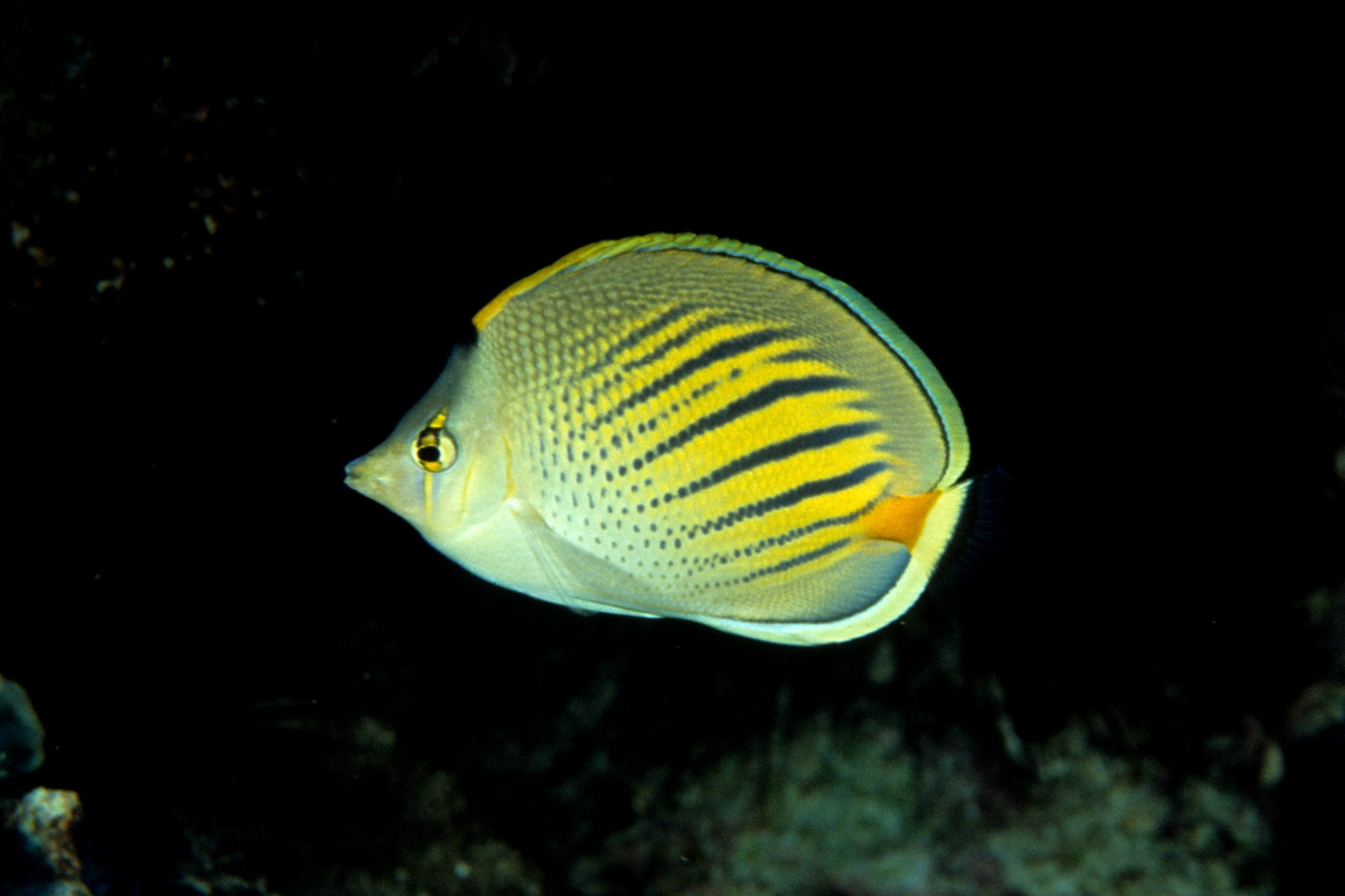
Chaetodon pelewensis
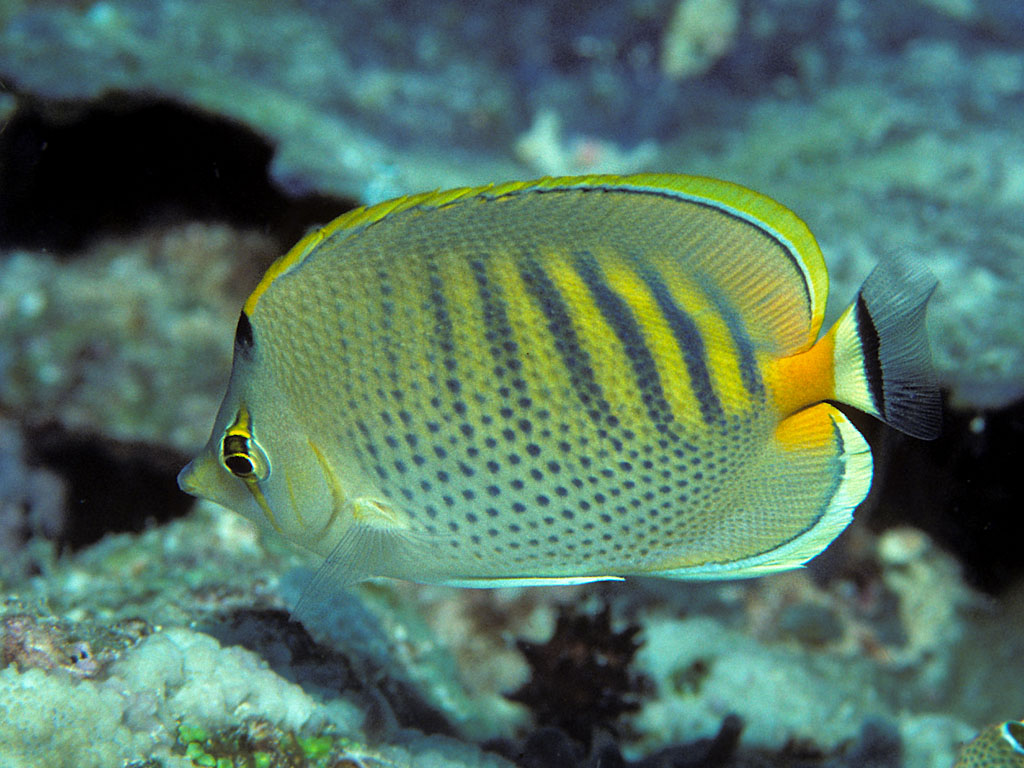
Chaetodon punctatofasciatus
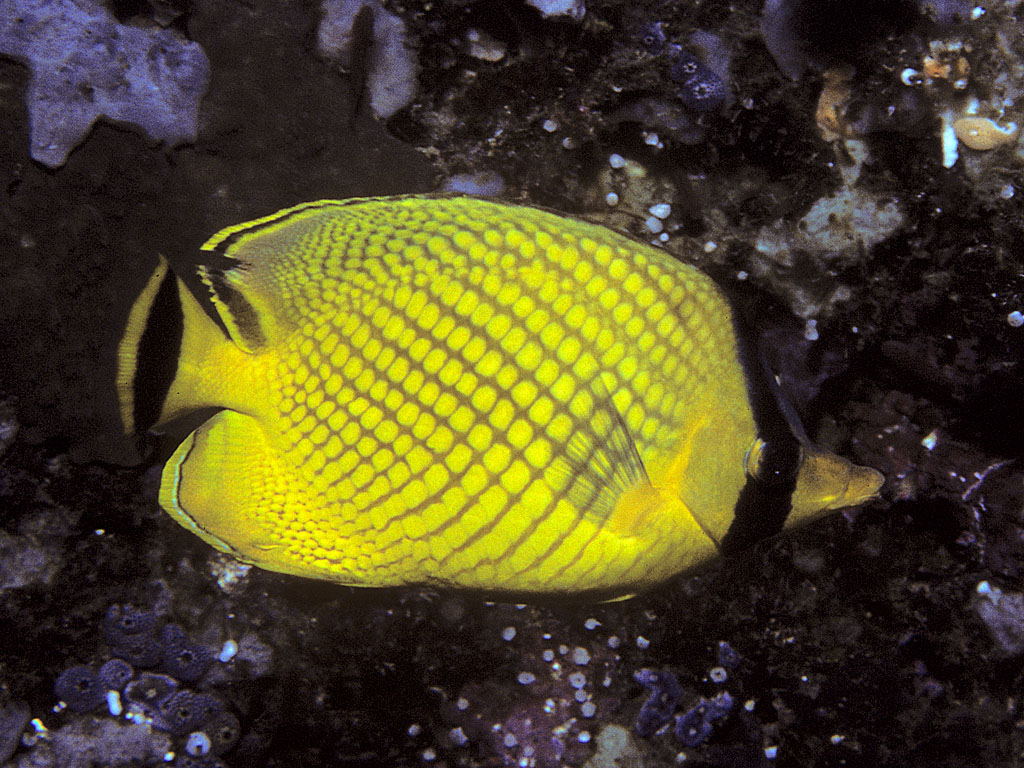
Chaetodon rafflesii
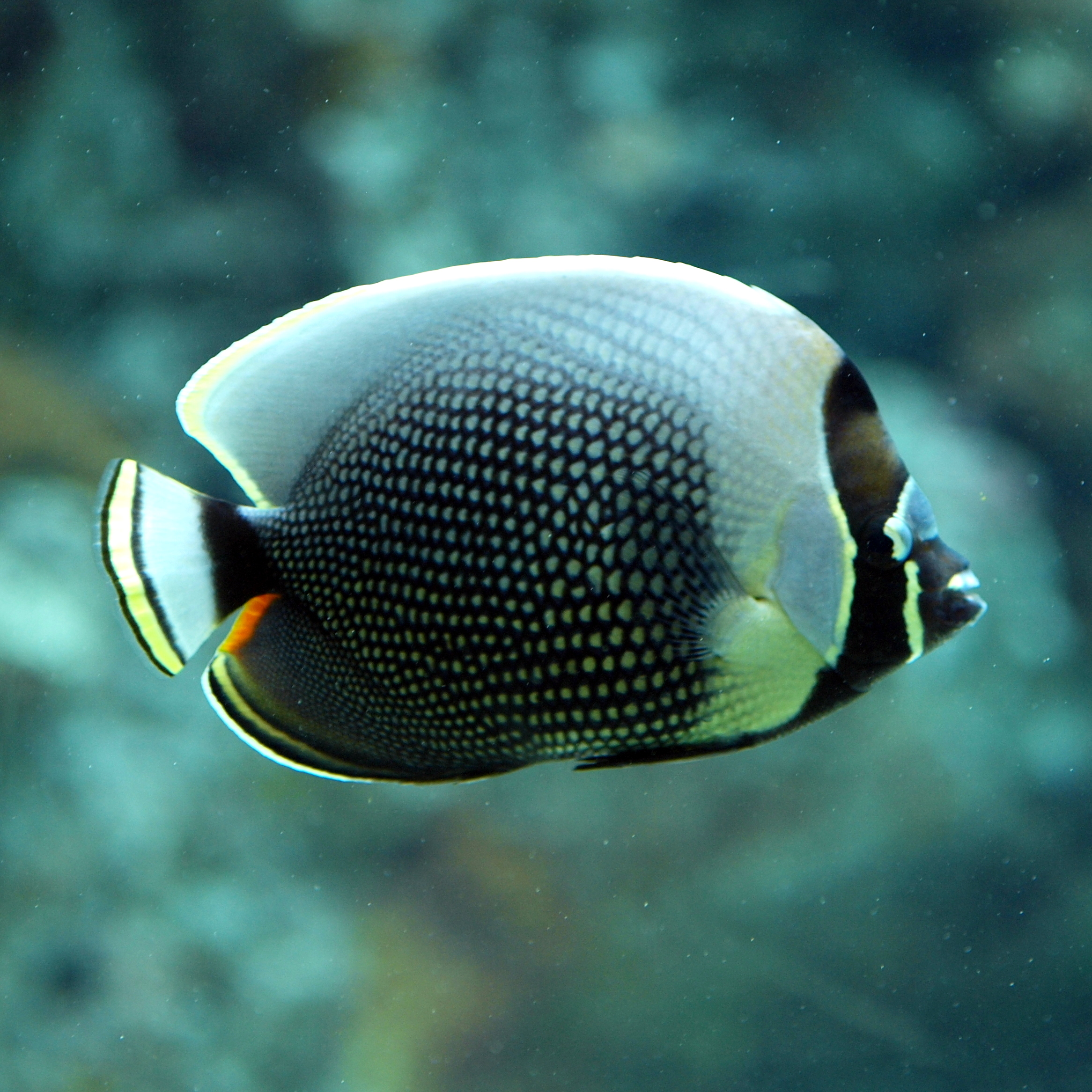
Chaetodon reticulatus
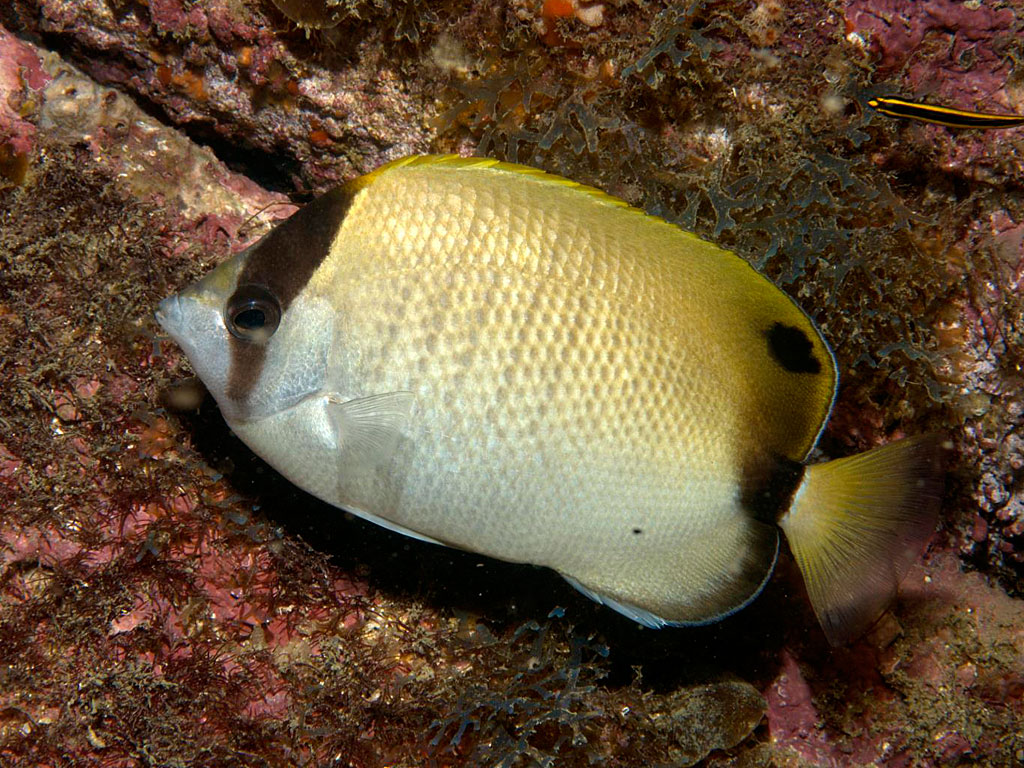
Chaetodon sedentarius
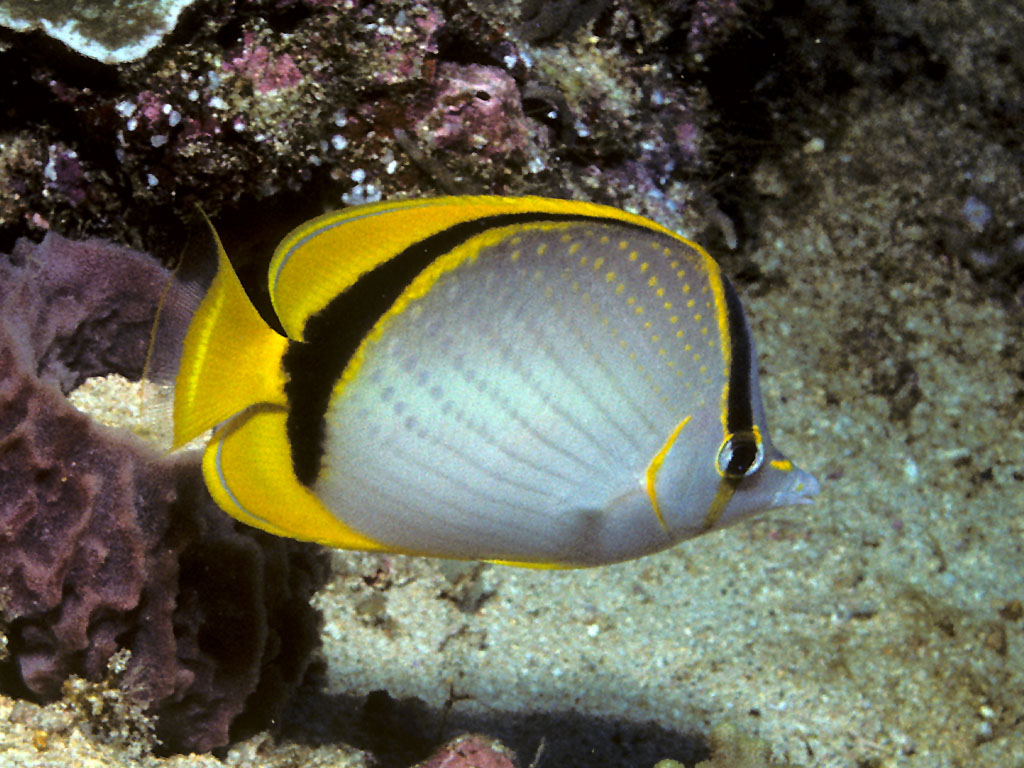
Chaetodon selene
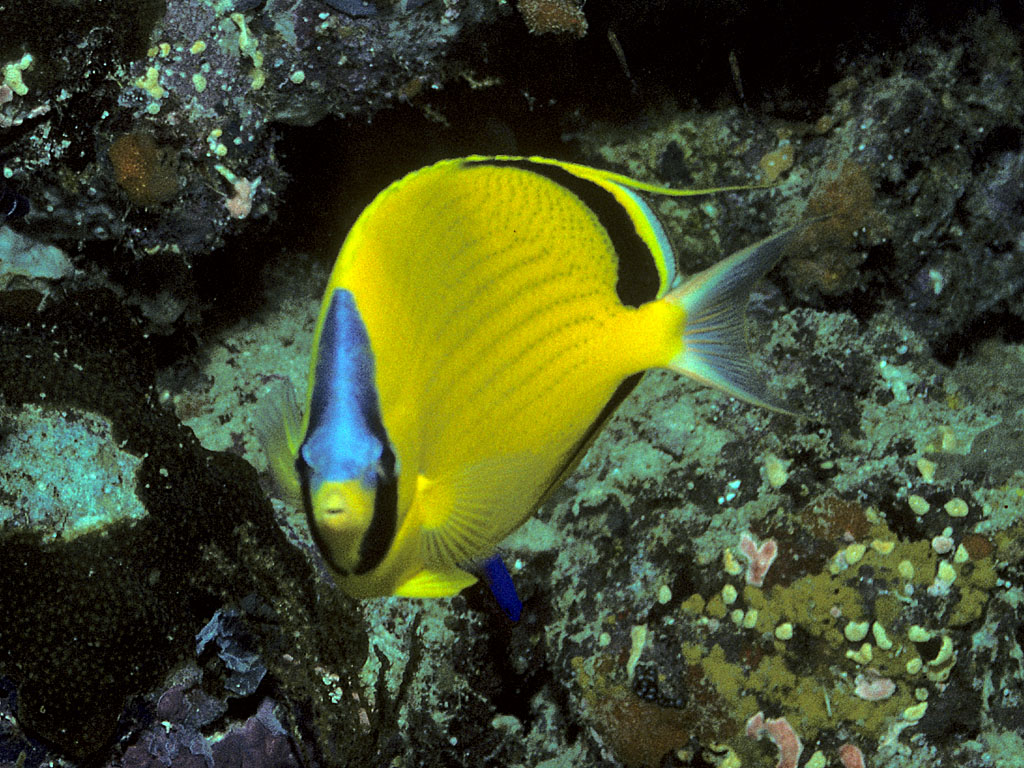
Chaetodon semeion
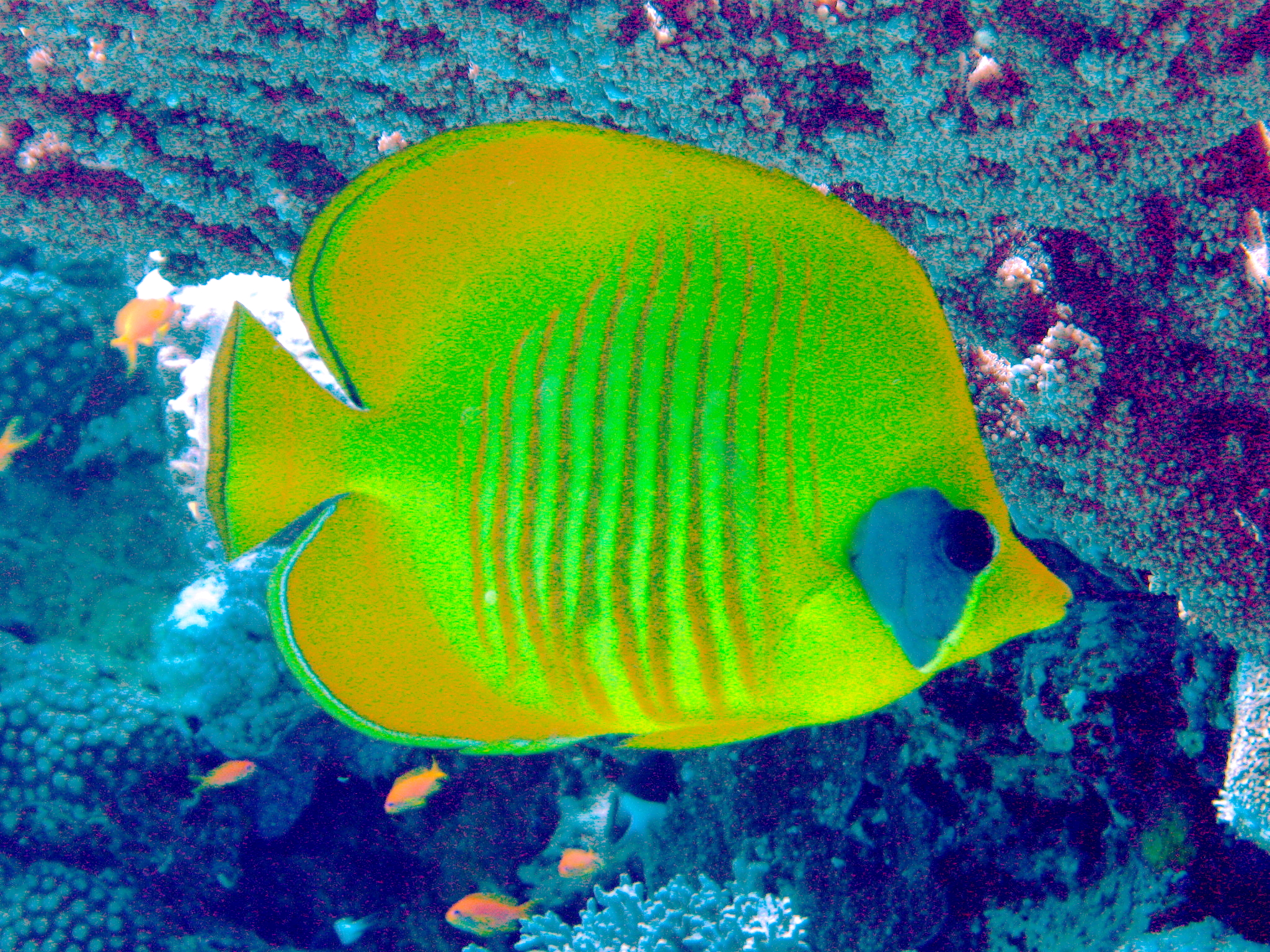
Chaetodon semilarvatus
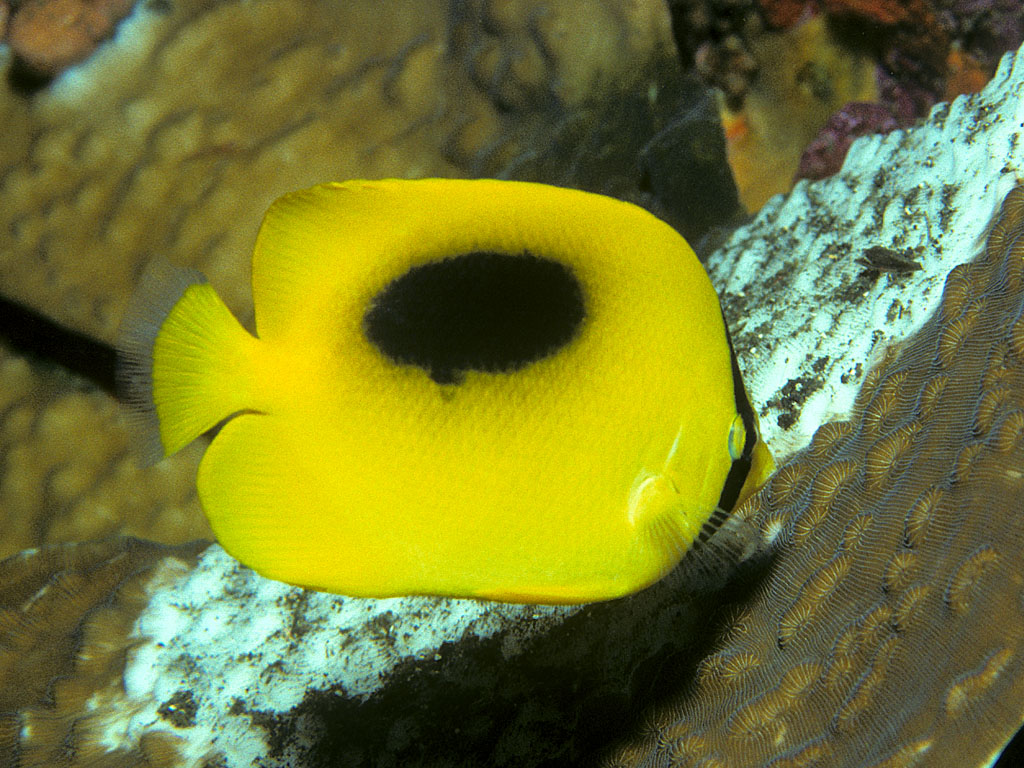
Chaetodon speculum
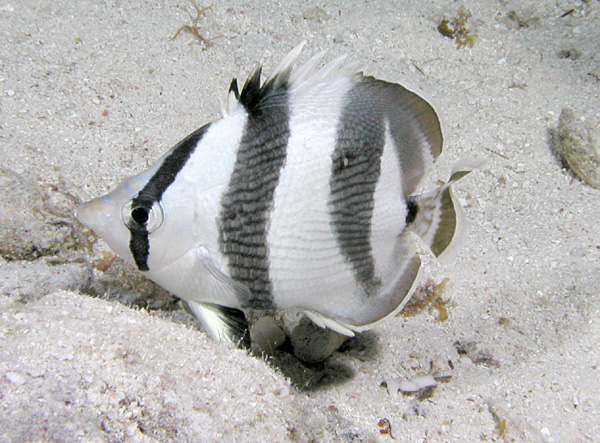
Chaetodon striatus
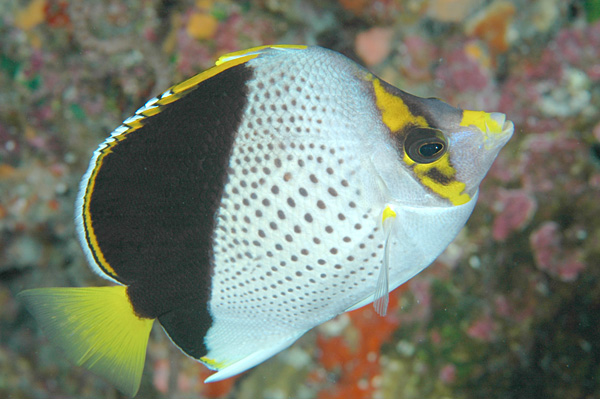
Chaetodon tinkeri
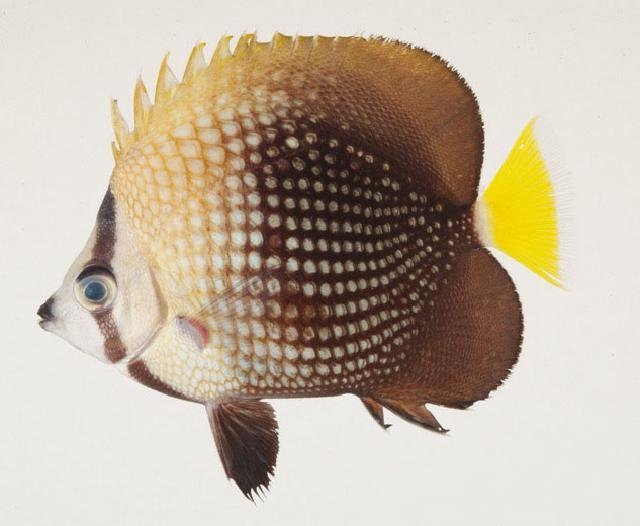
Chaetodon trichrous
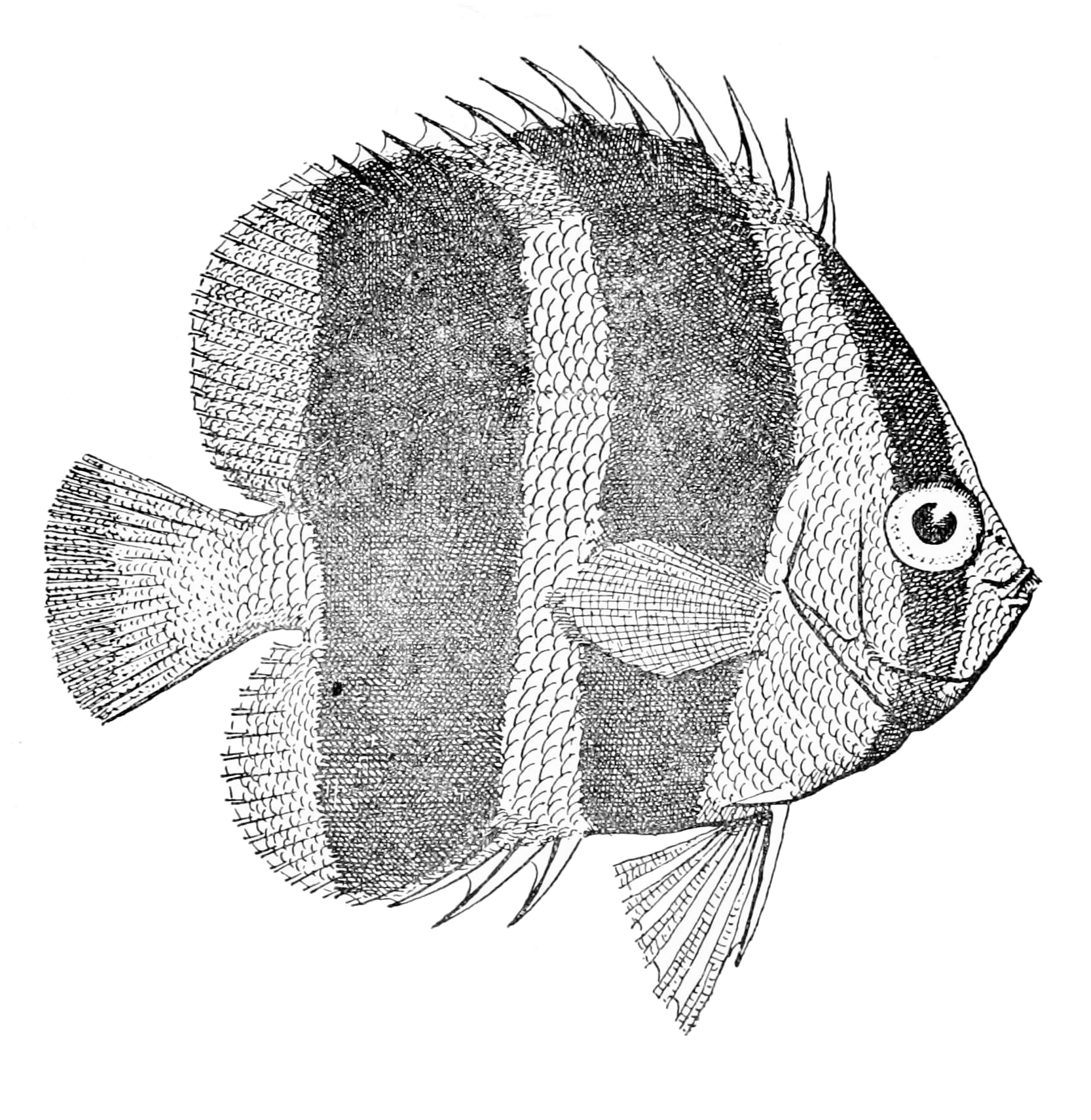
Chaetodon tricinctus
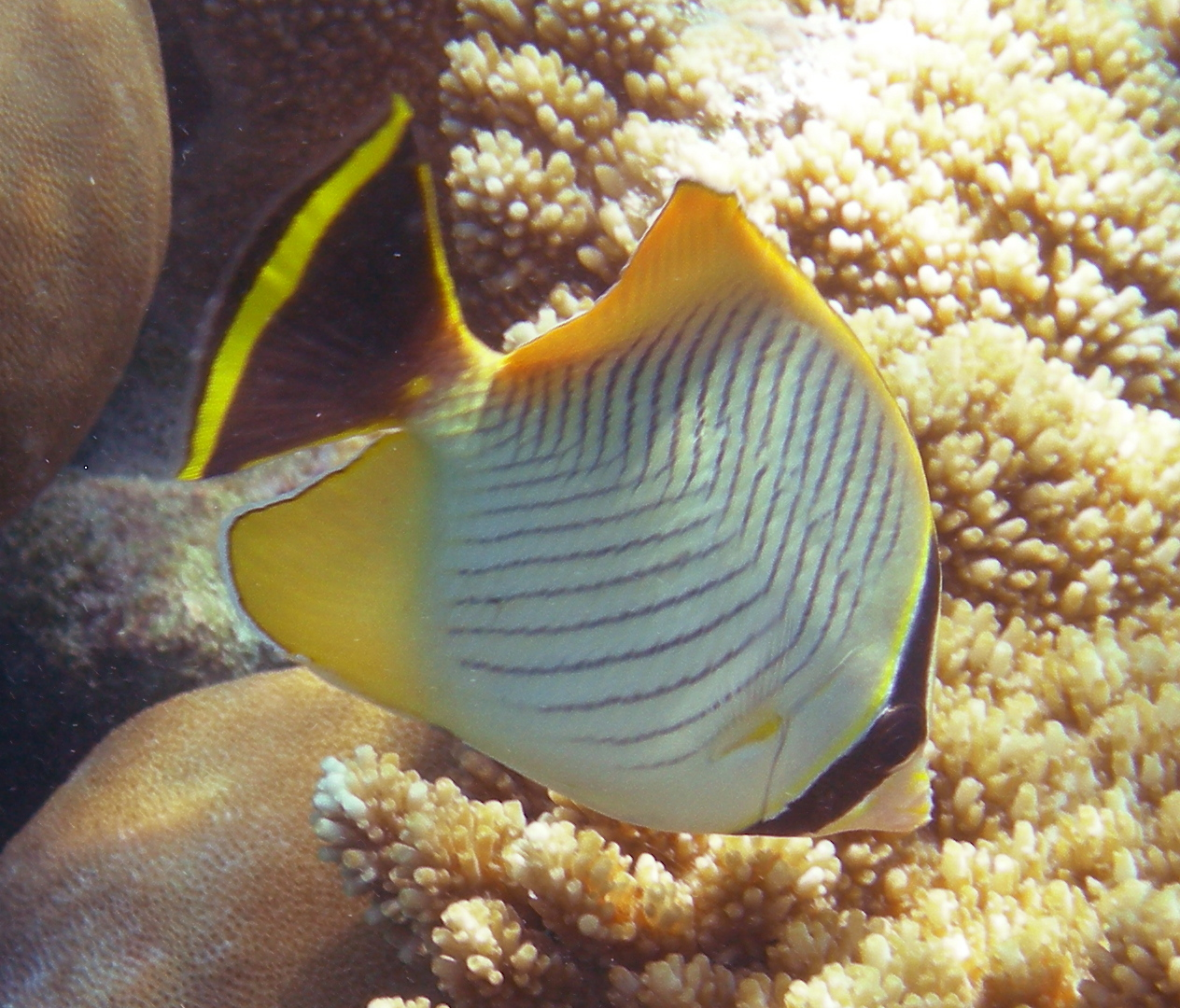
Chaetodon trifascialis
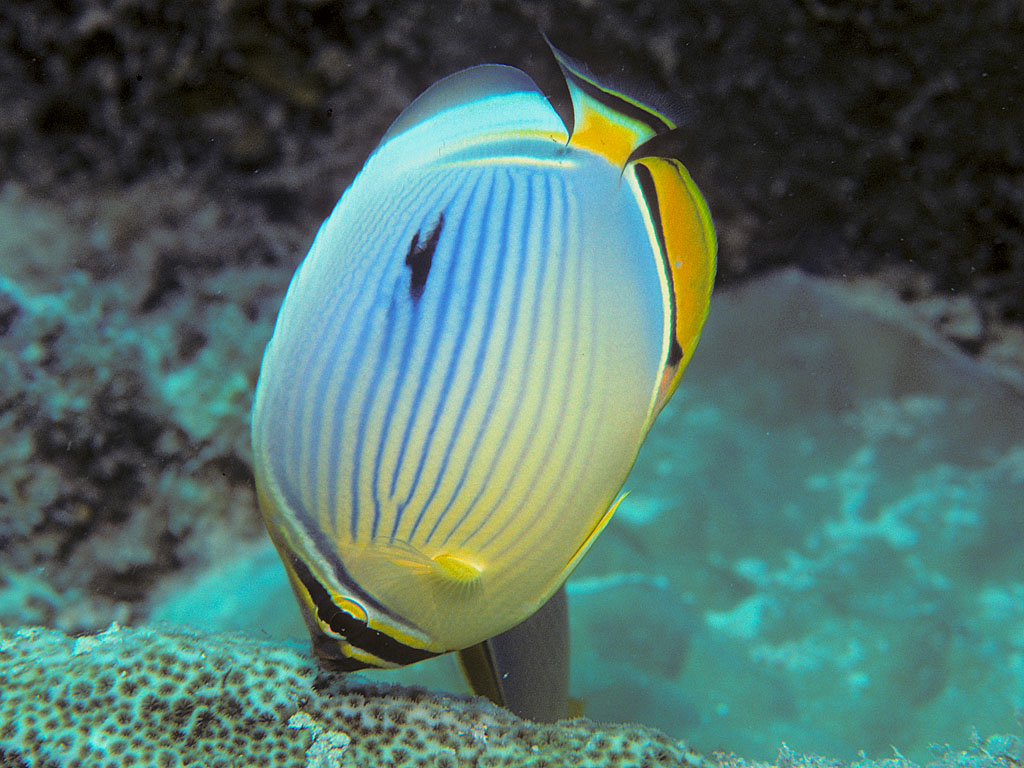
Chaetodon trifasciatus
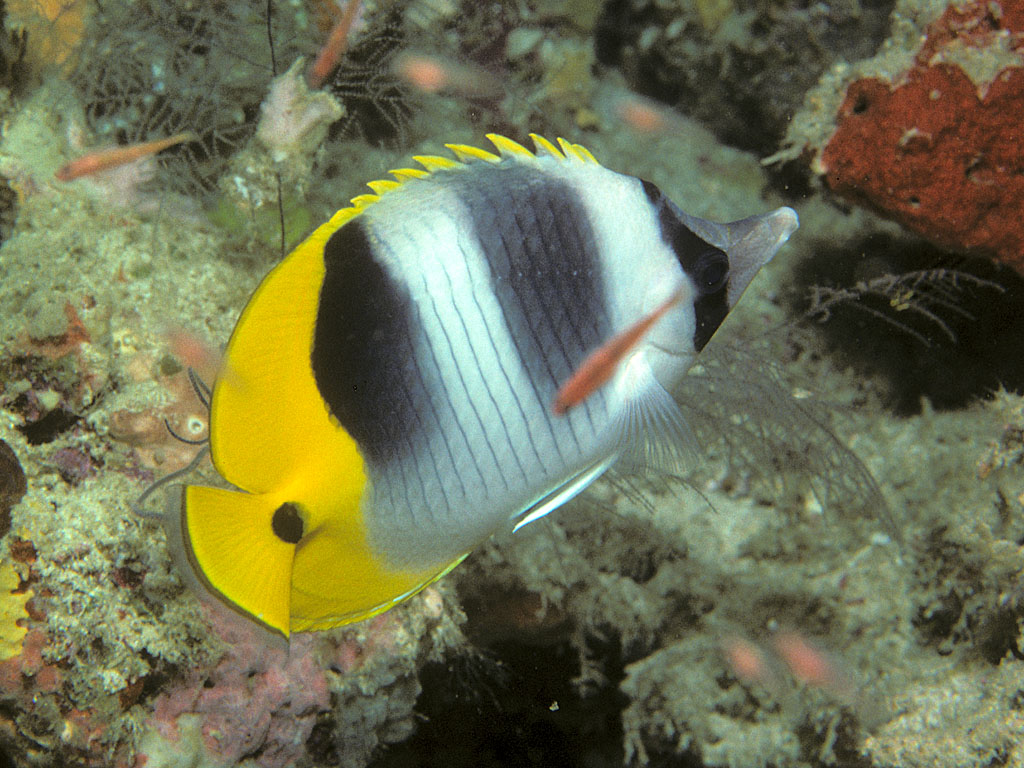
Chaetodon ulietensis
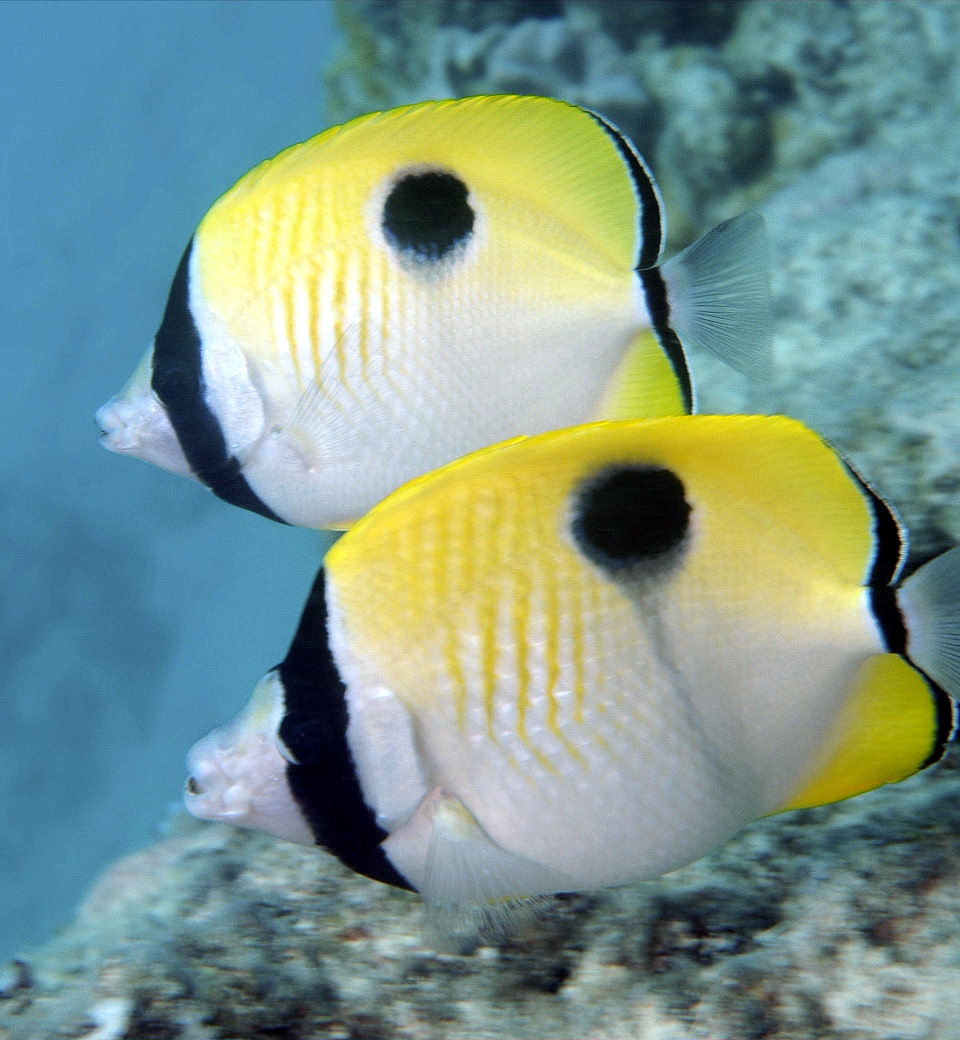
Chaetodon unimaculatus
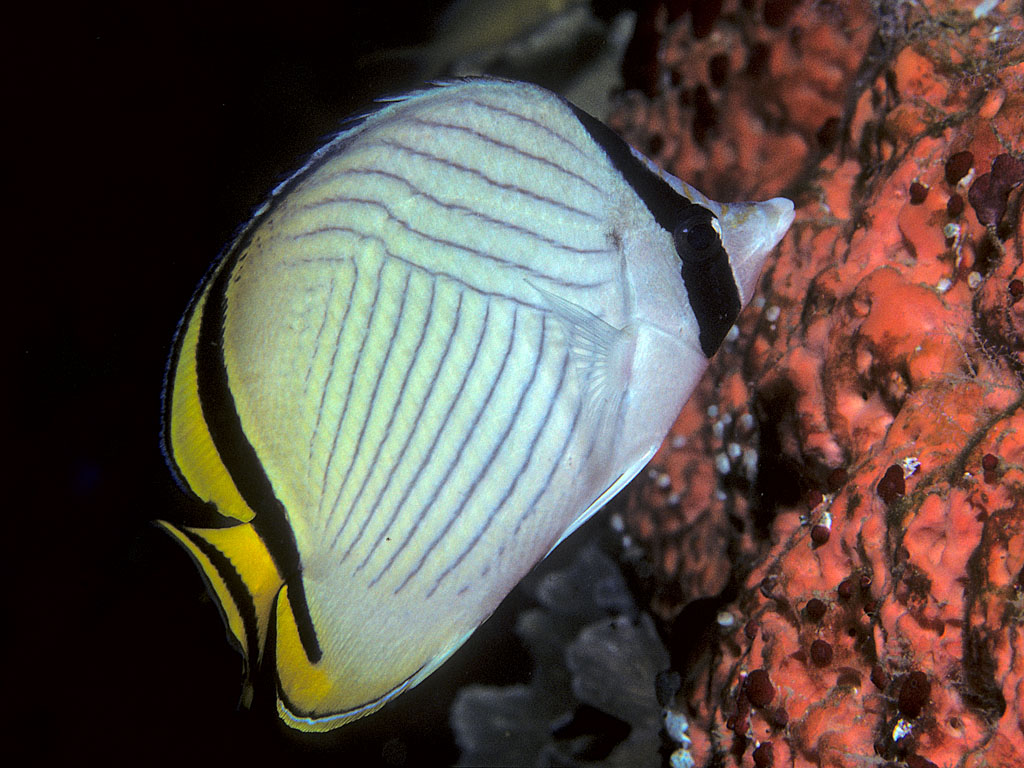
Chaetodon vagabundus
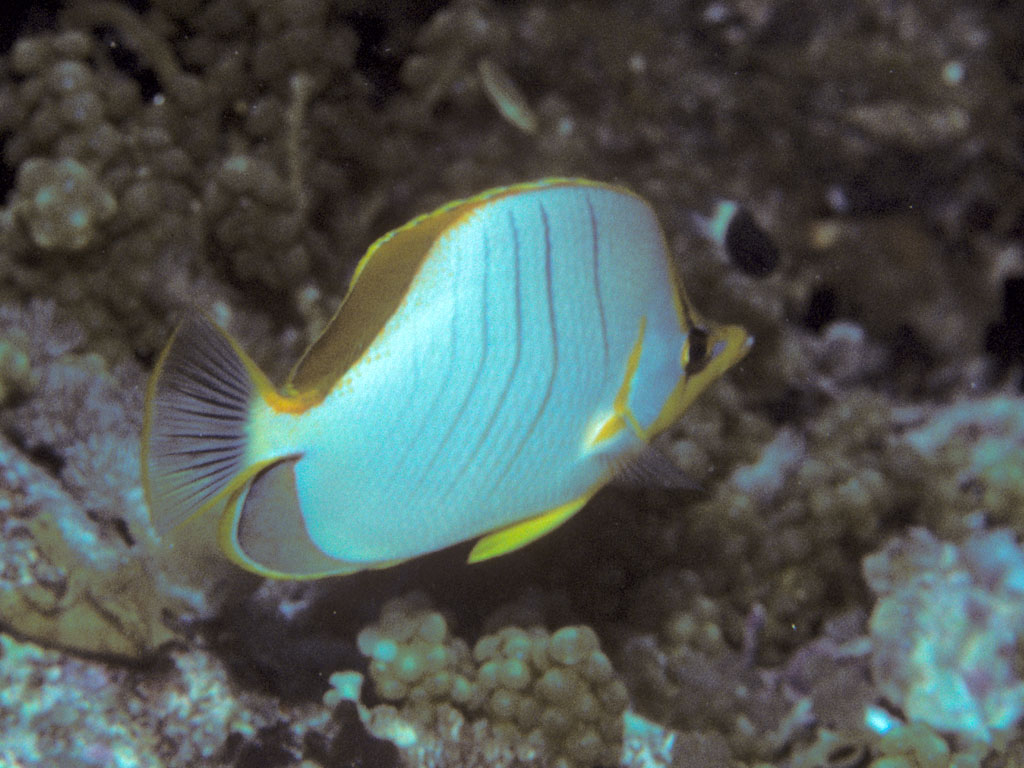
Chaetodon xanthocephalus
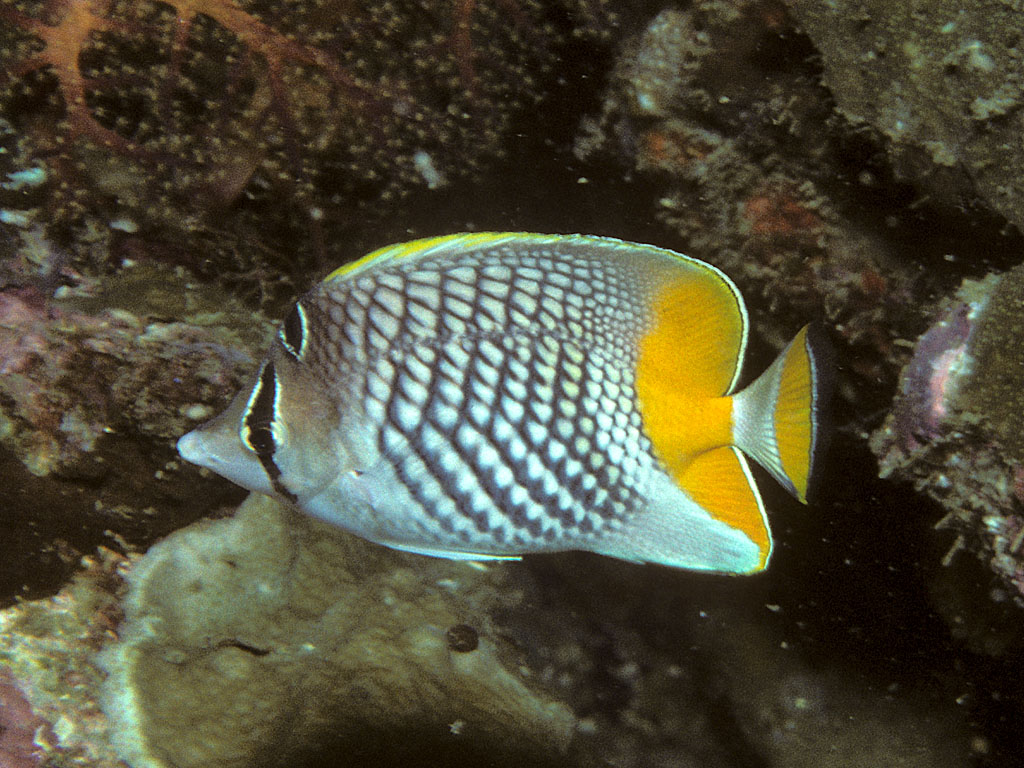
Chaetodon xanthurus
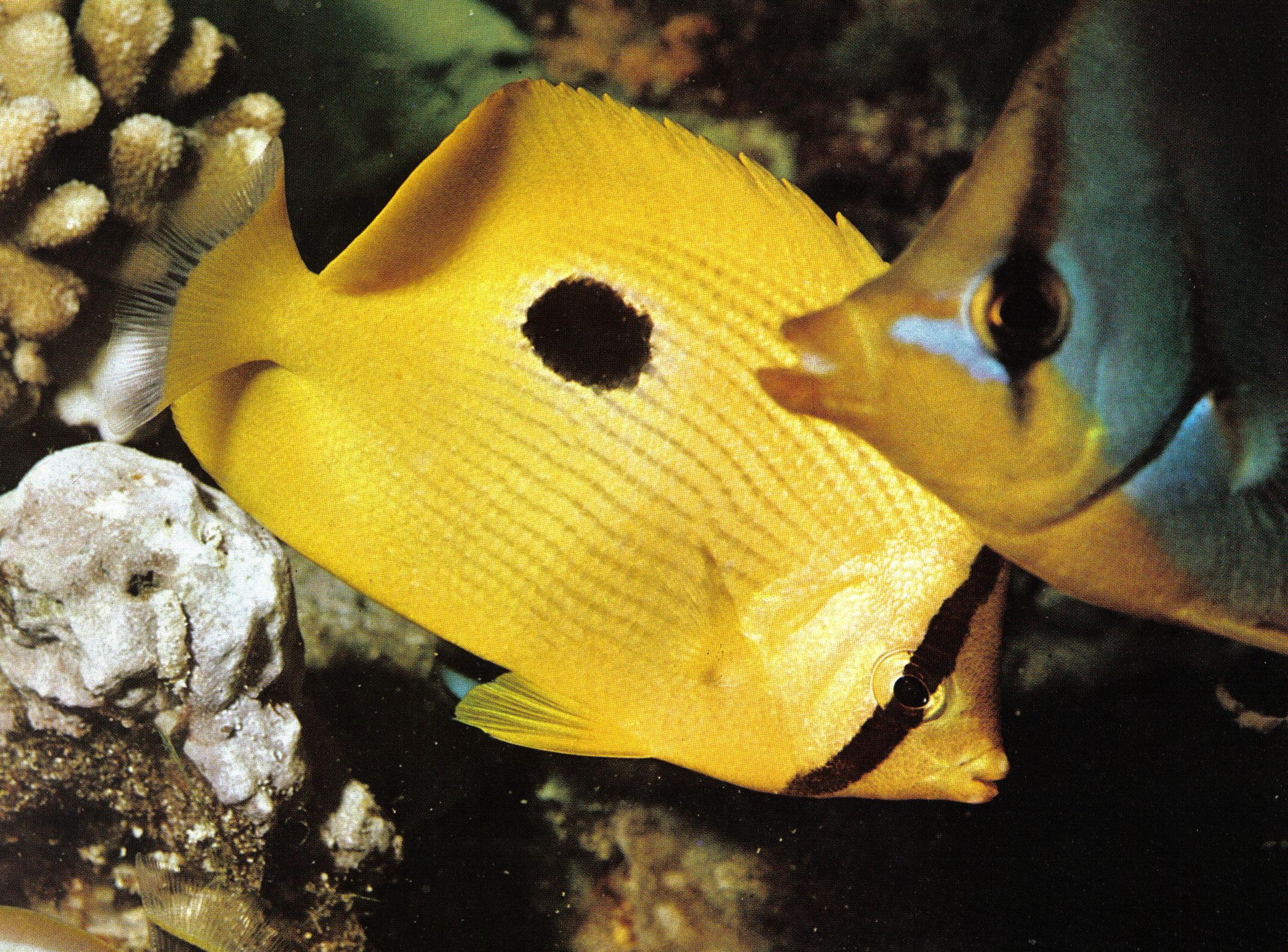
Chaetodon zanzibarensis